# Liste der Baudenkmale in Einbeck (Ortsteile)
In der Liste der Baudenkmale in Einbeck (Ortsteile) sind alle Baudenkmale der Ortsteile der niedersächsischen Stadt Einbeck im Landkreis Northeim aufgelistet. Diese Liste orientiert sich an der 2018 erschienen Denkmaltopographie.

## Allgemein
In den Spalten befinden sich folgende Informationen:
- Lage: die Adresse des Baudenkmales und die geographischen Koordinaten. Kartenansicht, um Koordinaten zu setzen. In der Kartenansicht sind Baudenkmale ohne Koordinaten mit einem roten Marker dargestellt und können in der Karte gesetzt werden. Baudenkmale ohne Bild sind mit einem blauen Marker gekennzeichnet, Baudenkmale mit Bild mit einem grünen Marker.
- Bezeichnung: Bezeichnung des Baudenkmales
- Beschreibung: die Beschreibung des Baudenkmales. Unter § 3 Abs. 2 NDSchG werden Einzeldenkmale und unter § 3 Abs. 3 NDSchG Gruppen baulicher Anlagen und deren Bestandteile ausgewiesen.
- ID: die Objekt-ID des Baudenkmales
- Bild: ein Bild des Baudenkmales, ggf. zusätzlich mit einem Link zu weiteren Fotos des Baudenkmals im Medienarchiv Wikimedia Commons. Wenn man auf das Kamerasymbol klickt, können Fotos zu Baudenkmalen aus dieser Liste hochgeladen werden:

## Baudenkmale in den Ortsteilen

### Ahlshausen-Sievershausen
Ahlshausen-Sievershausen gehörte bis zum 1. Januar 2013 zur damals selbständigen Gemeinde Kreiensen.
| Lage                                                       | Bezeichnung                                      | Beschreibung | ID       | Bild |
| ---------------------------------------------------------- | ------------------------------------------------ | --- | -------- | ---- |
| Ahlshäuser Kirchstraße 51° 47′ 30″ N, 9° 58′ 35″ O         | Kirche                                           | Die Kirche geht wohl auf einen mittelalterlichen Kern zurück, Reste dieser Vorgängerkirche sind im Chor noch vorhanden. Das heutige Aussehen hat die Kirche 1711 erhalten, da wurde sie fast vollständig neu gebaut. Der Turm stammt aus dem Jahr 1860. Im Inneren befinden sich ein Kanzelaltar aus dem Jahr 1716 und ein Orgelprospekt aus dem gleichen Jahr. | 3692516  |      |
| Ahlshäuser Kirchstraße 51° 47′ 29″ N, 9° 58′ 35″ O         | Kirchhof                                         | | 33695849 | BW   |
| Ahlshäuser Endestraße 7 51° 47′ 40″ N, 9° 58′ 44″ O        | Wohnhaus                                         | |          | BW   |
| Ahlshäuser Endestraße 10 51° 47′ 35″ N, 9° 58′ 39″ O       | Wohnwirtschaftsgebäude                           | | 33692399 | BW   |
| Ahlshäuser Endestraße 13 51° 47′ 35″ N, 9° 58′ 42″ O       | Gasthaus                                         | | 33692471 | BW   |
| Ahlshäuser Endestraße 20 51° 47′ 32″ N, 9° 58′ 34″ O       | Baudenkmalgruppe Hofanlage Ahlshausen 43         | | 33540340 | BW   |
| Ahlshäuser Endestraße 20 51° 47′ 32″ N, 9° 58′ 35″ O       | Wohnhaus                                         | | 33692336 | BW   |
| Ahlshäuser Endestraße 20 51° 47′ 32″ N, 9° 58′ 35″ O       | Stall                                            | | 33692357 | BW   |
| Ahlshäuser Endestraße 20 51° 47′ 32″ N, 9° 58′ 33″ O       | Scheune                                          | | 33692378 | BW   |
| Ahlshäuser Gatze 2 51° 47′ 36″ N, 9° 58′ 43″ O             | Wohnwirtschaftsgebäude                           | | 33692447 | BW   |
| Ahlshäuser Insel 6 51° 47′ 34″ N, 9° 58′ 26″ O             | Wohnwirtschaftsgebäude                           | | 33692042 | BW   |
| Ahlshäuser Kaffeetwetge 1 51° 47′ 34″ N, 9° 58′ 30″ O      | Doppelwohnhaus                                   | | 33692313 | BW   |
| Ahlshäuser Kirchstraße 1, 3, 5 51° 47′ 28″ N, 9° 58′ 35″ O | Baudenkmalgruppe Ahlshausen 1, 2, 3              | | 33540326 | BW   |
| Ahlshäuser Kirchstraße 1 51° 47′ 28″ N, 9° 58′ 36″ O       | Wohnwirtschaftsgebäude                           | |          | BW   |
| Ahlshäuser Kirchstraße 3 51° 47′ 28″ N, 9° 58′ 35″ O       | Wohnwirtschaftsgebäude                           | | 33691928 | BW   |
| Ahlshäuser Kirchstraße 5 51° 47′ 28″ N, 9° 58′ 34″ O       | Wohnwirtschaftsgebäude                           | |          | BW   |
| Ahlshäuser Kirchstraße 4 51° 47′ 31″ N, 9° 58′ 33″ O       | Pfarrhaus                                        | | 33691994 | BW   |
| Ahlshäuser Kirchstraße 9 51° 47′ 29″ N, 9° 58′ 31″ O       | Wohnwirtschaftsgebäude                           | | 33692018 | BW   |
| Ahlshäuser Lieth 1 51° 47′ 34″ N, 9° 58′ 32″ O             | Wohnhaus                                         | | 33692289 | BW   |
| Ahlshäuser Lieth 4-8 51° 47′ 40″ N, 9° 58′ 38″ O           | Baudenkmalgruppe Ahlshausen 31, 72, 120          | | 33540354 | BW   |
| Ahlshäuser Lieth 4 51° 47′ 41″ N, 9° 58′ 40″ O             | Wohn-/Wirtschaftsgebäude                         | | 33692495 | BW   |
| Ahlshäuser Lieth 6 51° 47′ 40″ N, 9° 58′ 39″ O             | Wohn-/Wirtschaftsgebäude                         | |          | BW   |
| Ahlshäuser Lieth 8 51° 47′ 40″ N, 9° 58′ 38″ O             | Wohn-/Wirtschaftsgebäude                         | |          | BW   |
| Ahlshäuser Lieth 16-24 51° 47′ 36″ N, 9° 58′ 33″ O         | Baudenkmalgruppe Ahlshausen 24a-28               | |          | BW   |
| Ahlshäuser Lieth 16 51° 47′ 37″ N, 9° 58′ 35″ O            | Wohn-/Wirtschaftsgebäude                         | |          | BW   |
| Ahlshäuser Lieth 18 51° 47′ 36″ N, 9° 58′ 34″ O            | Wohn-/Wirtschaftsgebäude                         | |          | BW   |
| Ahlshäuser Lieth 20 51° 47′ 36″ N, 9° 58′ 33″ O            | Wohn-/Wirtschaftsgebäude                         | |          | BW   |
| Ahlshäuser Lieth 22 51° 47′ 36″ N, 9° 58′ 32″ O            | Wohn-/Wirtschaftsgebäude                         | |          | BW   |
| Ahlshäuser Lieth 24 51° 47′ 36″ N, 9° 58′ 29″ O            | Wohn-/Wirtschaftsgebäude                         | |          | BW   |
| 51° 47′ 39″ N, 9° 58′ 24″ O                                | Denkmal an die Gefallenen des Krieges 1870/1871  | | 33691865 | BW   |
| 51° 47′ 40″ N, 9° 58′ 23″ O                                | Denkmal an die Gefallenen des Ersten Weltkrieges | | 33691885 | BW   |

### Andershausen

#### Einzelbaudenkmale
| Lage                                               | Bezeichnung           | Beschreibung | ID       | Bild |
| -------------------------------------------------- | --------------------- | --- | -------- | ---- |
| An der Kapelle 51° 50′ 45″ N, 9° 51′ 34″ O         | Uhrenturm             | Zweigeschossiger Bau auf quadratischer Grundfläche, hohes ziegelsichtiges neogotischer Untergeschoss, Fachwerkobergeschoss mit Schieferbehang, Wetterfahne mit inschriftlicher Datierung des Gebäudes auf 1932 | 33821998 |      |
| Dr.-Heinrichs-Straße 3 51° 50′ 45″ N, 9° 51′ 35″ O | Wohn-/Wirtschaftshaus | Haupthaus der Hofstelle, elf Gebinde zählendes Kerngebäude mit angeschlossenem sechgebindigem Stallteil | 33822024 | BW   |
| Dr.-Heinrichs-Straße 3 51° 50′ 45″ N, 9° 51′ 35″ O | Vorbau                | | 33822112 | BW   |

### Avendshausen

#### Gruppe: Wohn-/Wirtschaftsgebäude Brinkweg 1
Die Gruppe „Wohn-/Wirtschaftsgebäude Brinkweg 1“ hat die ID 33820609.

| Lage                                                    | Bezeichnung | Beschreibung | ID       | Bild |
| ------------------------------------------------------- | ----------- | ------------ | -------- | ---- |
| Rengershäuser Landstraße 16 51° 50′ 55″ N, 9° 47′ 14″ O | Wohnhaus    |              | 33822319 | BW   |
| Brinkweg 1 51° 50′ 56″ N, 9° 47′ 14″ O                  | Wohnhaus    |              | 33822217 | BW   |

#### Einzelbaudenkmale
| Lage                                                    | Bezeichnung              | Beschreibung | ID       | Bild |
| ------------------------------------------------------- | ------------------------ | --- | -------- | ---- |
| Am Kirchweg 51° 50′ 54″ N, 9° 47′ 18″ O                 | Kirche                   | Die Vorgängerkirche wurde 1641 zerstört. 1657 wurde die Kirche wieder aufgebaut, dabei wurden Teile des Vorgängerbaues verwendet. | 33822165 |      |
| Am Kirchweg 51° 50′ 53″ N, 9° 47′ 18″ O                 | Kirchhof                 | | 33822367 | BW   |
| Am Kirchweg 2 51° 50′ 53″ N, 9° 47′ 17″ O               | Pfarrgehöft              | | 33822191 |      |
| Brinkweg 3 51° 50′ 58″ N, 9° 47′ 18″ O                  | Backhaus                 | | 33822242 | BW   |
| Rengershäuser Landstraße 2 51° 50′ 52″ N, 9° 47′ 20″ O  | Wohn-/Wirtschaftsgebäude | | 33822267 | BW   |
| Rengershäuser Landstraße 14 51° 50′ 56″ N, 9° 47′ 17″ O | Wohn-/Wirtschaftsgebäude | | 33822293 | BW   |

### Bartshausen
| Lage                                             | Bezeichnung              | Beschreibung | ID       | Bild           |
| ------------------------------------------------ | ------------------------ | --- | -------- | -------------- |
| 51° 50′ 43″ N, 9° 49′ 0″ O                       | Kapelle                  | | 33822672 | Weitere Bilder |
| Am Steinbrink 1 51° 50′ 44″ N, 9° 48′ 55″ O      | Wohn-/Wirtschaftsgebäude | | 33822647 | BW             |
| Bartshäuser Straße 8 51° 50′ 40″ N, 9° 49′ 10″ O | Schule                   | Die ehemalige Schule ist das heutige Dorfgemeinschaftshaus. Der heute Klinkerbau ersetzte ein Fachwerkhaus. Erbaut wurde die Schule von 1930 bis 1932. Das Haus ist eingeschossig, das Dach ist als Lehrerwohnung ausgebaut. Erreicht wurde das, in dem auf dem Satteldach fast über die gesamte Länge der Traufseite Schleppgauben erbaut wurden. Das Mauerwerk ist zweischalig, der Kern ist eine 8 Zentimeter dicke Luftschicht. Im Erdgeschoss befanden sich ein Klassenzimmer, ein Turnflur, die Sanitäranlagen und die Garderobe. Das Klassenzimmer hat eine Terrasse. | 33822548 | BW             |
| Bartshäuser Straße 8 51° 50′ 41″ N, 9° 49′ 11″ O | Außenanlage              | Das Gelände wurde als Schulhof genutzt. Weiter befinden sich hier zwei Lehrergärten. | 33822724 | BW             |
| Bartshäuser Straße 14 51° 50′ 40″ N, 9° 49′ 6″ O | Schmiede                 | | 33822623 | BW             |
| Bei der Kirche 1 51° 50′ 43″ N, 9° 48′ 58″ O     | Wohnhaus                 | | 33822574 | BW             |
| Landwehr 8 51° 50′ 39″ N, 9° 48′ 59″ O           | Wohn-/Wirtschaftsgebäude | | 33822599 | BW             |

### Bentierode
Bentierrode gehörte bis zum 1. Januar 2013 zur damals selbständigen Gemeinde Kreiensen.

#### Gruppe: Gut Rimmerode
Die Gruppe „Gut Rimmerode“ hat die ID 33540312.

| Lage                                        | Bezeichnung        | Beschreibung | ID       | Bild |
| ------------------------------------------- | ------------------ | --- | -------- | ---- |
| Gut Rimmerode 7 51° 50′ 39″ N, 10° 0′ 48″ O | Herrenhaus         | | 33695536 | BW   |
| Gut Rimmerode 7 51° 50′ 40″ N, 10° 0′ 47″ O | Scheune            | | 33695580 | BW   |
| Gut Rimmerode 7 51° 50′ 39″ N, 10° 0′ 46″ O | Speicher           | | 33695602 | BW   |
| Gut Rimmerode 7 51° 50′ 38″ N, 10° 0′ 48″ O | Wirtschaftsgebäude | | 33695558 | BW   |
| Gut Rimmerode 7 51° 50′ 38″ N, 10° 0′ 51″ O | Wohnhaus           | Das ehemalige Deputatistenhaus wurde in der zweiten Hälfte des 18. Jahrhunderts erbaut. Es ist ein eingeschossiger Fachwerkbau mit einem Krüppelwalmdach. | 33695624 | BW   |

#### Einzeldenkmale
| Lage                                                | Bezeichnung | Beschreibung                                    | ID       | Bild |
| --------------------------------------------------- | ----------- | ----------------------------------------------- | -------- | ---- |
| Bentierode 34 51° 51′ 3″ N, 10° 0′ 5″ O             | Kapelle     |                                                 | 33692611 |      |
| Bentieröder Hauptstraße 4 51° 51′ 3″ N, 10° 0′ 4″ O | Schule      | Die ehemalige Schule liegt westlich der Kirche. | 33692587 |      |
| Bentieröder 6 51° 51′ 3″ N, 10° 0′ 2″ O             | Wohnhaus    |                                                 | 33692563 | BW   |
| 51° 50′ 32″ N, 10° 0′ 50″ O                         | Mausoleum   | Das Mausoleum entstand 1909.                    | 33695515 | BW   |

### Beulshausen
Beulshausen gehörte bis zum 1. Januar 2013 zur damals selbständigen Gemeinde Kreiensen.

#### Gruppe: Hofanlage Beulshausen 1
Die Gruppe „Hofanlage Beulshausen 1“ hat die ID 33540214.

| Lage                                      | Bezeichnung              | Beschreibung                                      | ID       | Bild |
| ----------------------------------------- | ------------------------ | ------------------------------------------------- | -------- | ---- |
| Beulshausen 1 51° 52′ 22″ N, 9° 56′ 47″ O | Wohn-/Wirtschaftsgebäude | Die Hofanlage liegt am südlichen Ende des Dorfes. | 33692678 | BW   |
| Beulshausen 1 51° 52′ 21″ N, 9° 56′ 45″ O | Gartenhaus               |                                                   | 33692699 | BW   |
| Beulshausen 1 51° 52′ 21″ N, 9° 56′ 47″ O | Scheune                  |                                                   | 33692657 | BW   |

#### Einzeldenkmale
| Lage                                       | Bezeichnung            | Beschreibung | ID       | Bild |
| ------------------------------------------ | ---------------------- | --- | -------- | ---- |
| Beulshausen 22 51° 52′ 29″ N, 9° 56′ 45″ O | Kapelle                | Die Kapelle stammt im Kern aus dem Mittelalter. Das Dach ist abgewalmt und trägt auf der gegenüberliegenden Seite einen Dachreiter. Die Wetterfahne auf dem Dachreiter trägt das Jahr 1715. Vor der mit Sandstein gerahmten Tür befindet sich eine Freitreppe. | 33692764 |      |
| Beulshausen 3 51° 52′ 24″ N, 9° 56′ 44″ O  | Wohnwirtschaftsgebäude | Das Haus ist das älteste Haus des Dorfes. | 33692720 | BW   |

### Billerbeck
Billerbeck gehörte bis zum 1. Januar 2013 zur damals selbständigen Gemeinde Kreiensen.

#### Gruppe: Hauptstraße 5
Die Gruppe „Hauptstraße 5“ hat die ID 33540298.

| Lage                                       | Bezeichnung              | Beschreibung | ID       | Bild |
| ------------------------------------------ | ------------------------ | ------------ | -------- | ---- |
| Hauptstraße 27 51° 50′ 41″ N, 9° 58′ 44″ O | Wohn-/Wirtschaftsgebäude |              | 33692804 | BW   |
| Hauptstraße 27 51° 50′ 42″ N, 9° 58′ 43″ O | Scheune                  |              | 33692825 | BW   |

#### Einzeldenkmale
| Lage                                   | Bezeichnung     | Beschreibung | ID       | Bild |
| -------------------------------------- | --------------- | --- | -------- | ---- |
| Leinewiesen 51° 50′ 34″ N, 9° 58′ 6″ O | Eisenbahnbrücke | Die Brücke der Braunschweigischen Staatseisenbahn ist Teil der Bahnstrecke Altenbecken-Börßum und wurde 1865 erbaut. Es ist eine Flutbrücke über die Leine. | 33694425 | BW   |

### Bruchhof
Bruchhof gehörte bis zum 1. Januar 2013 zur damals selbständigen Gemeinde Kreiensen.
| Lage                                   | Bezeichnung              | Beschreibung | ID       | Bild |
| -------------------------------------- | ------------------------ | --- | -------- | ---- |
| Bruchhof 5 51° 52′ 26″ N, 9° 55′ 33″ O | Wohn-/Wirtschaftsgebäude | Das Wohn-/Wirtschaftsgebäude aus Fachwerk wurde im frühen 19. Jahrhundert erbaut. Es ist ein traufständiges, zweigeschossiges Fachwerkhaus mit einem Satteldach. Links vom Haus befindet sich der Wirtschaftsteil mit einer Quereinfahrt aus dem Jahr 1867. Vor dem Eingang befindet sich eine zweiseitige Freitreppe. | 33692894 | BW   |

### Brunsen
| Lage                                          | Bezeichnung                 | Beschreibung                            | ID       | Bild           |
| --------------------------------------------- | --------------------------- | --------------------------------------- | -------- | -------------- |
| Am Mühlenbach 3-7 51° 51′ 53″ N, 9° 51′ 35″ O | Kirchhof St. Martin Brunsen |                                         | 33821847 | BW             |
| Am Mühlenbach 3 51° 51′ 52″ N, 9° 51′ 35″ O   | Kirche St. Martin           |                                         | 33822825 | Weitere Bilder |
| Am Mühlenbach 3 51° 51′ 52″ N, 9° 51′ 34″ O   | Kirchhof                    |                                         | 33823026 | BW             |
| Am Mühlenbach 5 51° 51′ 53″ N, 9° 51′ 36″ O   | Wohnhaus                    |                                         | 33822909 |                |
| Am Mühlenbach 5 51° 51′ 53″ N, 9° 51′ 36″ O   | Anbau (Gebäudeteil)         |                                         | 33823003 | BW             |
| Am Mühlenbach 5 51° 51′ 53″ N, 9° 51′ 35″ O   | Wirtschaftsgebäude          |                                         | 33822933 | BW             |
| Am Mühlenbach 7 51° 51′ 53″ N, 9° 51′ 37″ O   | Wohnhaus                    |                                         |          |                |
| Am Mühlenbach 4 51° 51′ 52″ N, 9° 51′ 37″ O   | Pfarrhaus                   |                                         |          | BW             |
| Am Mühlenbach 4 51° 51′ 53″ N, 9° 51′ 37″ O   | Einfriedung                 |                                         | 39872555 | BW             |
| Hubechaussee 51° 50′ 41″ N, 9° 52′ 27″ O      | Hubechaussee                |                                         |          | BW             |
| Hubechaussee 51° 50′ 56″ N, 9° 52′ 32″ O      | Gedenkstein                 | Der Gedenkstein wurde 1730 aufgestellt. | 33822777 | Weitere Bilder |
| Hubechaussee 51° 51′ 10″ N, 9° 52′ 15″ O      | Wegesperre                  |                                         |          | BW             |
| Am Mühlenbach 13                              | Wohnhaus                    |                                         |          |                |
| Mühlenbeck 1 51° 51′ 56″ N, 9° 52′ 26″ O      | Wohnhaus                    |                                         | 33822886 | BW             |

### Buensen
Der Ort wird das erste Mal im Jahre 1120 als „Buggonhusen“ erwähnt.
| Lage                                              | Bezeichnung              | Beschreibung                                   | ID       | Bild |
| ------------------------------------------------- | ------------------------ | ---------------------------------------------- | -------- | ---- |
| Buckenhusen Straße 16 51° 45′ 11″ N, 9° 53′ 51″ O | Wohnhaus einer Hofanlage | Das villenähnliche Wohnhaus wurde 1900 erbaut. | 33823057 | BW   |

### Dassensen

#### Gruppe: Gutshof Kuhstraße 6
Die Gruppe „Gutshof Kuhstraße 6“ hat die ID 33820694.

| Lage                                   | Bezeichnung        | Beschreibung | ID       | Bild |
| -------------------------------------- | ------------------ | --- | -------- | ---- |
| Kuhstraße 6 51° 47′ 3″ N, 9° 48′ 9″ O  | Gutshaus           | Der Gutshof befindet sich in unmittelbarer Nähe zur Kirche. Das ehemalige Rittergut wurde 1812 von der Familie von Dassel gekauft. Bei dem Dorfbrand im Jahre 1839 wurde auch das Gut geschädigt. | 33823134 | BW   |
| Kuhstraße 6 51° 47′ 2″ N, 9° 48′ 11″ O | Scheune            | | 33823192 | BW   |
| Kuhstraße 6 51° 47′ 2″ N, 9° 48′ 11″ O | Stall              | | 33823163 | BW   |
| Kuhstraße 6 51° 47′ 3″ N, 9° 48′ 9″ O  | Nebenwohnhaus      | |          | BW   |
| Kuhstraße 6 51° 47′ 3″ N, 9° 48′ 8″ O  | Wirtschaftsgebäude | | 33823346 | BW   |

#### Gruppe: Pfarrgehöft Dassensen Kuhstraße
Die Gruppe„Pfarrgehöft Dassensen Kuhstraße“ hat die ID 33820711.

| Lage                                   | Bezeichnung  | Beschreibung | ID       | Bild |
| -------------------------------------- | ------------ | ------------ | -------- | ---- |
| Kuhstraße 8 51° 47′ 2″ N, 9° 48′ 10″ O | Pfarrhaus    |              | 33823217 | BW   |
| Kuhstraße 8 51° 47′ 1″ N, 9° 48′ 11″ O | Nebengebäude |              | 33823246 | BW   |
| Kuhstraße 8 51° 47′ 1″ N, 9° 48′ 10″ O | Brunnen      |              | 33823615 | BW   |

#### Einzeldenkmale
| Lage                                               | Bezeichnung              | Beschreibung | ID       | Bild |
| -------------------------------------------------- | ------------------------ | --- | -------- | ---- |
| Mittelstraße / Am Bache 51° 47′ 1″ N, 9° 48′ 13″ O | Kirche                   | Die heutige Kirche entstand von 1796 bis 1801, wobei die Wetterfahne das Jahr 1798 trägt. Die Kirche ist ein schlichter Saalbau mit einem nach Osten abgewalmten Dach. Der Glockenturm an der Westseite ragt aus dem Dach hervor und trägt ein Satteldach. Der Eingang zur Kirche befindet sich an der Westseite, davor eine einseitige Freitreppe. | 33823296 |      |
| Am Ziegenberg 51° 46′ 38″ N, 9° 47′ 58″ O          | Kriegerdenkmal           | Das Kriegerdenkmal befindet sich etwa 500 Meter südlich des Dorfes am Ende der Straße Am Ziegenberg. Das Kriegerdenkmal wurde zum Gedenken der Gefallenen des Ersten- und des Zweiten Weltkrieges der Orte Dassensen und Rotenkirchen aufgestellt. Erbaut wurde das Denkmal im Jahre 1925, nach 1945 wurde das Denkmal um eine Einfassung und zwei Stelen ergänzt. Das eigentliche Denkmal besteht aus einem zweistufigen Sockel und einem sich darauf befindenden Soldaten ohne Wappen mit einem Helm in der Hand. | 33823083 | BW   |
| Dassenser Mitteldorf 4 51° 47′ 0″ N, 9° 48′ 12″ O  | Schule                   | Die Schule wurde 1870 erbaut. Sie ist ein zweigeschossiger Fachwerkbau mit einem Satteldach. | 33823324 | BW   |
| Kuhstraße 3 51° 47′ 4″ N, 9° 48′ 13″ O             | Wohn-/Wirtschaftsgebäude | Das Gebäude ist das älteste Haus des Dorfes. Es entstand in der Mitte des 18. Jahrhunderts. Es ist ein zweigeschossiges Fachwerkhaus mit einem Satteldach. | 33823111 | BW   |
| Kuhstraße 15 51° 46′ 54″ N, 9° 48′ 9″ O            | Wohn-/Wirtschaftsgebäude | | 33823271 | BW   |

### Dörrigsen
| Lage                                              | Bezeichnung              | Beschreibung | ID       | Bild |
| ------------------------------------------------- | ------------------------ | ------------ | -------- | ---- |
| Auf dem Bache 27 51° 45′ 14″ N, 9° 51′ 39″ O      | Gutshaus von Minnigerode |              | 33823643 | BW   |
| Mittlere Dorfstraße 2 51° 45′ 20″ N, 9° 51′ 35″ O | Wohnhaus                 |              | 33823672 | BW   |

### Drüber

#### Gruppe: Hofanlage Unterdorf 14
Die Gruppe „Hofanlage Unterdorf 14“ hat die ID 33820800.

| Lage                                     | Bezeichnung              | Beschreibung | ID       | Bild |
| ---------------------------------------- | ------------------------ | ------------ | -------- | ---- |
| Unterdorf 14 51° 45′ 38″ N, 9° 55′ 59″ O | Wohn-/Wirtschaftsgebäude |              | 33823796 |      |
| Unterdorf 14 51° 45′ 37″ N, 9° 55′ 58″ O | Scheune                  |              | 33823720 | BW   |

#### Einzeldenkmale
| Lage                                      | Bezeichnung    | Beschreibung | ID       | Bild |
| ----------------------------------------- | -------------- | --- | -------- | ---- |
| Am Hüttenkrug 51° 45′ 40″ N, 9° 55′ 39″ O | Kriegerdenkmal | Das Kriegerdenkmal befindet sich am Westrand des Dorfes in einer Grünanlage. Ursprünglich wurde das Denkmal für gefallene des Ersten Weltkrieges errichtet, nach 1945 wurde es für die Gefallenen des Zweiten Weltkrieges erweitert. Die Grünanlage wurde von einer Hainbuchenhecke umschlossen. An der Straßenseite befindet sich ein Tor, von hier führt ein Weg zum eigentlichen Denkmal. Das Denkmal selber besteht aus einem zweistufigen Sockel und einer Stele. Rechts und links befinden sich Flügelmauern. Die Stele ist mit einem Adler bekrönt, dieser Adler hat ausgebreitete Schwingen. An der Vorderseite der Stele befindet sich eine Inschriftentafel. | 33823769 | BW   |
| Unterdorf 51° 45′ 42″ N, 9° 55′ 58″ O     | Viehwaage      | | 33823745 | BW   |

### Edemissen

#### Einzelbaudenkmale
| Lage                                                         | Bezeichnung                       | Beschreibung                                                                     | ID       | Bild |
| ------------------------------------------------------------ | --------------------------------- | -------------------------------------------------------------------------------- | -------- | ---- |
| Edemisser Straße 18 51° 46′ 7″ N, 9° 51′ 44″ O               | Kriegerdenkmal                    |                                                                                  | 33823984 |      |
| Immenser Straße zw. Nr. 14A u. 16 51° 46′ 15″ N, 9° 52′ 0″ O | Brücke                            |                                                                                  | 33824063 |      |
| Feldweg über WL Rebbe 51° 45′ 55″ N, 9° 51′ 35″ O            | Beidseitige Brüstung in Sandstein | Die Brücke führt über den Fluss Rebbe. Sie liegt südwestlich des Dorfes.         | 39871944 |      |
| Zum Schmiedebrink 3 51° 45′ 59″ N, 9° 51′ 43″ O              | Wohn-/Wirtschaftsgebäude          |                                                                                  | 33824038 | BW   |
| Landesstraße 503 51° 46′ 25″ N, 9° 51′ 54″ O                 | Friedhofskapelle                  | Die Kapelle befindet sich östlich der Landstraße 503 in Richtung Odagsen.        | 33824010 |      |
| Landesstraße 503 51° 46′ 26″ N, 9° 51′ 54″ O                 | Friedhof Edemissen                | Die Friedhofsmauer befindet sich östlich der Landstraße 503 in Richtung Odagsen. | 33824111 |      |

### Erzhausen
Erzhausen gehörte bis zum 1. Januar 2013 zur damals selbständigen Gemeinde Kreiensen.

#### Gruppe: Hofanlage (Erzhausen 19) Am Brinke 5
Die Gruppe „Hofanlage (Erzhausen 19) Am Brinke 5“ hat die ID 33540200.

| Lage                                    | Bezeichnung   | Beschreibung | ID       | Bild |
| --------------------------------------- | ------------- | ------------ | -------- | ---- |
| Am Brinke 5 51° 53′ 26″ N, 9° 55′ 51″ O | Hofanlage     |              | 33540200 | BW   |
| Am Brinke 5 51° 53′ 24″ N, 9° 55′ 50″ O | Scheune/Stall |              | 33693052 | BW   |
| Am Brinke 5 51° 53′ 23″ N, 9° 55′ 52″ O | Scheune       |              | 33693031 | BW   |
| Am Brinke 5 51° 53′ 23″ N, 9° 55′ 52″ O | Wohnhaus      |              | 33693010 | BW   |

#### Einzeldenkmale
| Lage                                           | Bezeichnung            | Beschreibung | ID       | Bild |
| ---------------------------------------------- | ---------------------- | ------------ | -------- | ---- |
| Bäckerbrink 2 51° 53′ 27″ N, 9° 55′ 45″ O      | Kapelle                |              | 33692917 | BW   |
| Erzhäuser Straße 8 51° 53′ 25″ N, 9° 55′ 56″ O | Wohnwirtschaftsgebäude |              |          | BW   |
| Landwehrweg 1 51° 53′ 28″ N, 9° 55′ 51″ O      | Wohnhaus               |              |          | BW   |
| Am Dorfbrunnen 3 51° 53′ 23″ N, 9° 55′ 54″ O   | Wohnhaus               |              |          | BW   |
| Am Dorfbrunnen 5 51° 53′ 22″ N, 9° 55′ 52″ O   | Wohnhaus               |              |          | BW   |

### Garlebsen
Garlebsen gehörte bis zum 1. Januar 2013 zur damals selbständigen Gemeinde Kreiensen.

#### Gruppe: Hofanlage Garlebsen 3
Die Gruppe „Hofanlage Garlebsen 3“ hat die ID 33540255.

| Lage                                   | Bezeichnung              | Beschreibung | ID       | Bild |
| -------------------------------------- | ------------------------ | ------------ | -------- | ---- |
| Garlebsen 3 51° 50′ 14″ N, 9° 57′ 0″ O | Wohn-/Wirtschaftsgebäude |              | 33693139 | BW   |
| Garlebsen 3 51° 50′ 15″ N, 9° 57′ 1″ O | Scheune                  |              | 33693160 | BW   |
| Garlebsen 3 51° 50′ 14″ N, 9° 57′ 3″ O | Speicher                 |              | 33693181 | BW   |

#### Einzelbaudenkmale
| Lage                                     | Bezeichnung | Beschreibung | ID       | Bild |
| ---------------------------------------- | ----------- | ------------ | -------- | ---- |
| Garlebsen 10 51° 50′ 14″ N, 9° 57′ 0″ O  | Kapelle     |              | 33693248 | BW   |
| Garlebsen 14 51° 50′ 14″ N, 9° 56′ 56″ O | Hofanlage   |              | 33693378 | BW   |
| Garlebsen 18 51° 50′ 14″ N, 9° 56′ 58″ O | Wohnhaus    |              | 33693420 | BW   |

### Greene
Greene gehörte bis zum 1. Januar 2013 zur damals selbständigen Gemeinde Kreiensen.

#### Gruppe: Greener Burg
Die Gruppe „Greener Burg“ hat die ID 33540368.

| Lage                       | Bezeichnung  | Beschreibung | ID       | Bild           |
| -------------------------- | ------------ | --- | -------- | -------------- |
| 51° 51′ 15″ N, 9° 56′ 4″ O | Greener Burg | Die Burg wurde das erste Mal im Jahr 1308 erwähnt. Besitzer der Burg waren die Herren von Homburg. Mit Aussterben der Herrschaft Homburg im Jahre 1409 fiel die Anlage an die welfischen Herzöge. 1533 wurde die Burg zerstört, aber direkt wieder aufgebaut. Endgültig verlassen wurde die Burg im Jahr 1704. Von der Burg sind heute noch sichtbar der hohe Bergfried und die Burgaussenmauern. Der Burgfried wird seit 1952 als Aussichtsturm genutzt. | 33693444 | Weitere Bilder |

#### Gruppe: Kirchhof Greene
Die Gruppe „Kirchhof Greene“ hat die ID 33540464.

| Lage                                     | Bezeichnung            | Beschreibung | ID       | Bild           |
| ---------------------------------------- | ---------------------- | --- | -------- | -------------- |
| 51° 51′ 34″ N, 9° 56′ 37″ O              | Pfarrkirche St. Marien | Die Pfarrkirche St. Martin wurde um 1575 erbaut. Sie ist ein Saalbau mit einem Westturm, der vor der Kirche erbaut und nach 1424 erhöht wurde. Im Jahre 1716 wurde der Chor der Kirche erweitert. Von 1977 bis 1980 wurde die Kirche renoviert, dabei wurde das Fundament des vorromanische Saalbaues aus dem 9./10. Jahrhundert ausgegraben. Im Inneren befinden sich Wandmalereien aus dem Jahr 1582 im Stil der Renaissance. Diese Malereien waren von 1716 bis 1977 unter Putz verborgen. | 33540464 | Weitere Bilder |
| Kirchplatz 3 51° 51′ 34″ N, 9° 56′ 35″ O | Pfarrhaus              | Das Pfarrhaus wurde 1693 erbaut. Es ist ein zweigeschossiges Fachwerkhaus mit einem Krüppelwalmdach. Auffällig sind die Andreaskreuze in der Brüstung des ersten Geschosses. | 33693653 |                |
| Kirchplatz 51° 51′ 33″ N, 9° 56′ 37″ O   | Kirchhof               | | 33693635 |                |

#### Gruppe: Ehemaliger herzoglicher Amtssitz und Domäne Greene
Die Gruppe „Ehemaliger herzoglicher Amtssitz und Domäne Greene“ hat die ID 33540396.

| Lage                                    | Bezeichnung    | Beschreibung | ID       | Bild |
| --------------------------------------- | -------------- | --- | -------- | ---- |
| Steinweg 24 51° 51′ 33″ N, 9° 56′ 19″ O | Amtshaus       | Domäne Greene, Int. Nr. 2 | 33693902 |      |
| Steinweg 24 51° 51′ 36″ N, 9° 56′ 19″ O | Mauer          | Domäne Greene, Int. Nr. 10. Zum Amtshof gehört eine Mauer aus Stampflehm. Die sogenannte Pisé-Mauer (auch „Passeewand“) ist ein seltenes Beispiel einer Mauer aus Stampflehm und hat eine Verdachung mit Ziegeln. | 43737865 | BW   |
| Steinweg 24 51° 51′ 33″ N, 9° 56′ 15″ O | Brunnenanlage  | | 43737786 | BW   |
| Steinweg 24 51° 51′ 34″ N, 9° 56′ 16″ O | Pferdeschwemme | Domäne Greene, Int. Nr. 8 | 43737748 |      |
| Steinweg 24 51° 51′ 35″ N, 9° 56′ 18″ O | Brunnenanlage  | Domäne Greene, Int. Nr. 9 | 43737835 | BW   |
| Steinweg 24 51° 51′ 33″ N, 9° 56′ 19″ O | Toranlage      | Domäne Greene, Int. Nr. 1 | 43736579 |      |
| Steinweg 24 51° 51′ 33″ N, 9° 56′ 18″ O | Meierei        | Domäne Greene, Int. Nr. 7 | 43737726 |      |
| Steinweg 24 51° 51′ 32″ N, 9° 56′ 17″ O | Kuhstall       | Domäne Greene, Int. Nr. 6 | 43737705 |      |
| Steinweg 24 51° 51′ 33″ N, 9° 56′ 15″ O | Scheune        | Domäne Greene, Int. Nr. 5 | 33693924 | BW   |
| Steinweg 24 51° 51′ 34″ N, 9° 56′ 15″ O | Stall          | Domäne Greene, Int. Nr. | 43737676 |      |

#### Gruppe: Ehemaliges Amtsgericht Greene
Die Gruppe „Ehemaliges Amtsgericht Greene“ hat die ID 33540396.

| Lage                                        | Bezeichnung   | Beschreibung | ID       | Bild |
| ------------------------------------------- | ------------- | --- | -------- | ---- |
| Gerichtstraße 2 51° 51′ 30″ N, 9° 56′ 18″ O | Amtsgericht   | Das Amtsgericht mit einer Scheune/Stall und einem Parkgelände befindet sich südlich des Amtshofes. Das Amtsgericht ist ein zweigeschossiger, traufständiger Fachwerkbau mit einem Halbkruppelwalmdach. Erbaut wurde das Gebäude im Jahre 1800, 1847 wurde es um vier Achsen erweitert. | 33540382 |      |
| Gerichtstraße 2 51° 51′ 30″ N, 9° 56′ 17″ O | Parkgelände   | | 33693511 | BW   |
| Gerichtstraße 2 51° 51′ 30″ N, 9° 56′ 17″ O | Scheune/Stall | Die Scheune wurde wie ds Amtsgebäude im Jahre 1800 erbaut. Heute befinden sich hier Wohnungen. | 33693532 | BW   |

#### Gruppe: Hofanlage Hohler Weg 1
Die Gruppe „Hofanlage Hohler Weg 1“ hat die ID 33540410.

| Lage                                     | Bezeichnung          | Beschreibung | ID       | Bild |
| ---------------------------------------- | -------------------- | ------------ | -------- | ---- |
| Hohler Weg 1 51° 51′ 35″ N, 9° 56′ 24″ O | Hofanlage            |              | 33693572 |      |
| Hohler Weg 1 51° 51′ 36″ N, 9° 56′ 23″ O | unbestimmtes Gebäude |              | 33696089 |      |
| Hohler Weg 1 51° 51′ 37″ N, 9° 56′ 24″ O | unbestimmtes Gebäude |              | 33696047 |      |

#### Gruppe: Hofanlage Steinweg 18
Die Gruppe „Hofanlage Steinweg 18“ hat die ID 33540437.

| Lage                                    | Bezeichnung          | Beschreibung                                                 | ID       | Bild |
| --------------------------------------- | -------------------- | ------------------------------------------------------------ | -------- | ---- |
| Steinweg 18 51° 51′ 35″ N, 9° 56′ 29″ O | Hofanlage            |                                                              | 33693857 | BW   |
| Steinweg 18 51° 51′ 35″ N, 9° 56′ 29″ O | unbestimmtes Gebäude | Es ist das Geburtshaus von Gottlieb Elster, einem Bildhauer. | 33695963 |      |
| Steinweg 18 51° 51′ 35″ N, 9° 56′ 30″ O | unbestimmtes Gebäude |                                                              | 33695984 | BW   |

#### Gruppe: Revierförsterei Greene
Die Gruppe „Revierförsterei Greene“ hat die ID 33540477.

| Lage                                    | Bezeichnung  | Beschreibung | ID       | Bild |
| --------------------------------------- | ------------ | ------------ | -------- | ---- |
| Steinweg 41 51° 51′ 28″ N, 9° 56′ 10″ O | Wohnhaus     |              | 33693990 |      |
| Steinweg 41 51° 51′ 28″ N, 9° 56′ 11″ O | Nebengebäude |              | 33694009 |      |

#### Einzelbaudenkmale
| Lage                                               | Bezeichnung              | Beschreibung | ID       | Bild           |
| -------------------------------------------------- | ------------------------ | --- | -------- | -------------- |
| Auf dem Steinweg 51° 51′ 23″ N, 9° 55′ 53″ O       | Dreschscheune            | | 33693833 | BW             |
| Auf dem Steinweg 51° 51′ 29″ N, 9° 56′ 12″ O       | Meilenstein              | | 33694050 | Weitere Bilder |
| Greener Burg 4 51° 51′ 12″ N, 9° 56′ 6″ O          | Wohnhaus                 | | 33693487 |                |
| Greener Marktstraße 15 51° 51′ 39″ N, 9° 56′ 31″ O | Wohnhaus                 | | 33693741 | BW             |
| Greener Marktstraße 26 51° 51′ 40″ N, 9° 56′ 29″ O | Wohnhaus                 | | 33693784 | BW             |
| Scheune 51° 51′ 37″ N, 9° 56′ 23″ O                | Hohler Weg 3             | | 33693593 | BW             |
| Kirchplatz 4 51° 51′ 35″ N, 9° 56′ 38″ O           | Wohnhaus                 | | 33693674 | BW             |
| Spritzenhaus 51° 51′ 25″ N, 9° 56′ 35″ O           | Leinestraße 15           | | 33693697 | BW             |
| Steinweg 20 51° 51′ 35″ N, 9° 56′ 28″ O            | Wohnhaus                 | Kleinköter-Anwesen | 33693878 |                |
| Steinweg 34 51° 51′ 28″ N, 9° 56′ 6″ O             | Villa                    | Die Villa wurde 1894 für den Arzt Dr. Zimmer erbaut. Es ist eine zweieinhalbgeschossige Villa im Stil der Neurenaissance. | 33693943 | BW             |
| Steinweg 43 51° 51′ 25″ N, 9° 56′ 6″ O             | Villa                    | Die Villa wurde 1873 erbaut. | 33694028 | BW             |
| 51° 51′ 34″ N, 9° 54′ 24″ O                        | Denkmal                  | Die Hirschsprungsteine erinnern an einen Abschusses eines Hirsches im Jahre 1606. Abgeschossen hat den Hirsch Heinrich Julius. Der größere Stein trägt eine Inschrift, der kleine, keilförmige Stein liegt in Sprungweite des abgeschossenen Hirsches. | 33693465 | Weitere Bilder |
| 51° 51′ 24″ N, 9° 55′ 59″ O                        | Greener Eisenbahnviadukt | Das Viadukt wurde 1864 erbaut. | 33693808 | Weitere Bilder |

### Haieshausen
Haieshausen gehörte bis zum 1. Januar 2013 zur damals selbständigen Gemeinde Kreiensen.

#### Einzelbaudenkmale
| Lage                                       | Bezeichnung              | Beschreibung | ID       | Bild |
| ------------------------------------------ | ------------------------ | ------------ | -------- | ---- |
| Haieshausen 2 51° 50′ 19″ N, 9° 58′ 11″ O  | Wohnhaus                 |              | 33694091 | BW   |
| Haieshausen 4 51° 50′ 19″ N, 9° 58′ 16″ O  | Wohn-/Wirtschaftsgebäude |              | 33694113 | BW   |
| Haieshausen 5 51° 50′ 19″ N, 9° 58′ 20″ O  | Wohnhaus                 |              | 33694135 | BW   |
| Haieshausen 6 51° 50′ 19″ N, 9° 58′ 23″ O  | Wohn-/Wirtschaftsgebäude |              | 33694160 | BW   |
| Haieshausen 9 51° 50′ 18″ N, 9° 58′ 19″ O  | Wohn-/Wirtschaftsgebäude |              | 33694182 | BW   |
| Haieshausen 15 51° 50′ 19″ N, 9° 58′ 18″ O | Kapelle                  |              | 33694204 |      |

### Hallensen

#### Einzelbaudenkmale
| Lage                                     | Bezeichnung          | Beschreibung                   | ID       | Bild |
| ---------------------------------------- | -------------------- | ------------------------------ | -------- | ---- |
| Hallensen 7 51° 51′ 31″ N, 9° 49′ 50″ O  | Gasthaus             |                                | 33824264 | BW   |
| Hallensen 11 51° 51′ 32″ N, 9° 49′ 51″ O | St.-Nikolaus-Kapelle | Ev.-Luth. St.-Nikolaus-Kapelle | 33824313 |      |
| Hallensen 12 51° 51′ 36″ N, 9° 49′ 50″ O | Schule               |                                | 33824290 | BW   |

### Holtensen
| Lage                                                | Bezeichnung                                          | Beschreibung | ID       | Bild |
| --------------------------------------------------- | ---------------------------------------------------- | ------------ | -------- | ---- |
| 51° 49′ 14″ N, 9° 47′ 19″ O                         | Juliusmühle                                          |              |          |      |
| 51° 48′ 38″ N, 9° 48′ 5″ O                          | Kapelle                                              |              |          |      |
| 51° 48′ 43″ N, 9° 47′ 58″ O                         | Fußgängersteg                                        |              |          | BW   |
| Twetgengasse 8 51° 48′ 39″ N, 9° 47′ 52″ O          | Wassermühle                                          |              |          | BW   |
| 51° 48′ 39″ N, 9° 47′ 51″ O                         | Brücke                                               |              |          | BW   |
| Auf der Amtsseite 7 51° 48′ 42″ N, 9° 48′ 6″ O      | Hofanlage Auf der Amtsseite 7                        |              |          |      |
| Auf der Amtsseite 7 51° 48′ 42″ N, 9° 48′ 5″ O      | Wohn-/Wirtschaftsgebäude                             |              | 33824568 | BW   |
| Auf der Amtsseite 7 51° 48′ 43″ N, 9° 48′ 6″ O      | Scheune                                              |              | 33824612 |      |
| Auf der Amtsseite 8 51° 48′ 38″ N, 9° 48′ 8″ O      | Wohnhaus                                             |              | 33824339 |      |
| Auf der Amtsseite 10 51° 48′ 40″ N, 9° 48′ 12″ O    | Baudenkmalgruppe Hofanlage Auf der Amtsseite 10      |              | 33821976 |      |
| Auf der Amtsseite 10 51° 48′ 40″ N, 9° 48′ 11″ O    | Wohn-/Wirtschaftsgebäude                             |              | 33824638 |      |
| Auf der Amtsseite 10 51° 48′ 38″ N, 9° 48′ 10″ O    | Wirtschaftsgebäude                                   |              | 33824363 |      |
| Auf der Amtsseite 10 51° 48′ 41″ N, 9° 48′ 10″ O    | Backhaus                                             |              | 33824664 |      |
| Auf der Stiftsseite 2 51° 48′ 37″ N, 9° 48′ 2″ O    | Baudenkmalgruppe Hofanlage Auf der Stiftsseite 2     |              | 33824451 |      |
| Auf der Stiftsseite 2 51° 48′ 37″ N, 9° 48′ 1″ O    | Wohn-/Wirtschaftsgebäude                             |              | 33824451 |      |
| Auf der Stiftsseite 2 51° 48′ 37″ N, 9° 48′ 3″ O    | Stall                                                |              | 33824513 |      |
| Auf der Stiftsseite 2 51° 48′ 37″ N, 9° 48′ 2″ O    | Scheune                                              |              | 33824482 |      |
| Auf der Stiftsseite 2 51° 48′ 37″ N, 9° 48′ 2″ O    | Natursteinpflaster                                   |              | 33824713 |      |
| Auf der Stiftsseite 2 51° 48′ 36″ N, 9° 48′ 2″ O    | Nutzgarten                                           |              | 33824741 |      |
| Auf der Stiftsseite 2 51° 48′ 38″ N, 9° 48′ 1″ O    | Torpfosten                                           |              | 33824819 | BW   |
| Auf der Stiftsseite 2 51° 48′ 36″ N, 9° 48′ 1″ O    | Einfriedung                                          |              | 33824847 |      |
| Auf der Stiftsseite 8-10 51° 48′ 40″ N, 9° 48′ 2″ O | Baudenkmalgruppe Wohnhäuser Auf der Stiftsseite 8/10 |              | 33820678 |      |
| Auf der Stiftsseite 8 51° 48′ 40″ N, 9° 48′ 2″ O    | Wohnwirtschaftsgebäude                               |              |          |      |
| Auf der Stiftsseite 10 51° 48′ 41″ N, 9° 48′ 2″ O   | Wohnwirtschaftsgebäude                               |              |          |      |
| Oldendorfer Straße 1 51° 48′ 36″ N, 9° 47′ 59″ O    | Backhaus                                             |              |          |      |

### Holtershausen

#### Gruppe: Hofanlage Holtershausen 4
Die Gruppe „Hofanlage Holtershausen 4“ hat die ID 33821761.

| Lage                                       | Bezeichnung              | Beschreibung | ID       | Bild |
| ------------------------------------------ | ------------------------ | --- | -------- | ---- |
| Holtershausen 4 51° 51′ 39″ N, 9° 53′ 6″ O | Wohn-/Wirtschaftsgebäude | Das Wohnhaus ist wohl der älteste Teil der Hofanlage, allerdings ist der Gewölbekeller eventuell noch älter. Am östlichen Ende des Wohnhauses befindet sich ein Stall. Das Wohnhaus hat zwei Geschosse und ein Halbwalmdach. Das Erdgeschoss ist niedriger als das Obergeschoss, welches vorkragt. Im 19. Jahrhundert wurde das Wohnhaus um Scheune und Stall erweitert. | 33824959 |      |
| Holtershausen 4 51° 51′ 39″ N, 9° 53′ 6″ O | Stallscheune             | | 33825038 | BW   |
| Holtershausen 4 51° 51′ 39″ N, 9° 53′ 6″ O | Scheune                  | | 33824988 | BW   |

### Hullersen

#### Gruppe: Hofanlage Dorfstraße 4
Die Gruppe „Hofanlage Dorfstraße 4“ hat die ID 33820626.

| Lage                                     | Bezeichnung              | Beschreibung | ID       | Bild |
| ---------------------------------------- | ------------------------ | ------------ | -------- | ---- |
| Dorfstraße 4 51° 48′ 39″ N, 9° 49′ 22″ O | Wohn-/Wirtschaftsgebäude |              | 33825091 | BW   |
| Dorfstraße 4 51° 48′ 38″ N, 9° 49′ 23″ O | Stall                    |              | 33825150 | BW   |
| Dorfstraße 4 51° 48′ 38″ N, 9° 49′ 24″ O | Scheune                  |              | 33825122 | BW   |

#### Gruppe: Hofanlage Dorfstraße 8
Die Gruppe „Hofanlage Dorfstraße 8“ hat die ID 35502274.

| Lage                                     | Bezeichnung | Beschreibung | ID       | Bild |
| ---------------------------------------- | ----------- | ------------ | -------- | ---- |
| Dorfstraße 8 51° 48′ 37″ N, 9° 49′ 26″ O | Wohnhaus    |              | 33825453 | BW   |
| Dorfstraße 8 51° 48′ 37″ N, 9° 49′ 25″ O | Scheune     |              | 33825174 | BW   |

#### Einzelbaudenkmale
| Lage                                      | Bezeichnung            | Beschreibung                 | ID       | Bild |
| ----------------------------------------- | ---------------------- | ---------------------------- | -------- | ---- |
| Dorfstraße 12 51° 48′ 34″ N, 9° 49′ 23″ O | Backhaus               |                              | 33825250 | BW   |
| Dorfstraße 13 51° 48′ 36″ N, 9° 49′ 27″ O | Stallscheune           |                              | 33825275 | BW   |
| Dorfstraße 23 51° 48′ 32″ N, 9° 49′ 23″ O | Schmiede               |                              | 33825325 | BW   |
| Dorfstraße 23 51° 48′ 32″ N, 9° 49′ 23″ O | Stallscheune           |                              | 33825502 | BW   |
| Huldersen 28 51° 48′ 39″ N, 9° 49′ 34″ O  | Wohnwirtschaftsgebäude |                              | 33825350 | BW   |
| Huldersen 28 51° 48′ 39″ N, 9° 49′ 33″ O  | Stallscheune           |                              | 33825477 | BW   |
| Huldersen 32 51° 48′ 38″ N, 9° 49′ 35″ O  | Spritzenhaus           |                              | 33825376 | BW   |
| Huldersen 34 51° 48′ 38″ N, 9° 49′ 36″ O  | Wohnhaus               |                              | 33825401 | BW   |
| Kirchweg 51° 48′ 37″ N, 9° 49′ 23″ O      | Kirche St. Nikolai     | Ev.-Luth. St. Nicolai-Kirche | 33825425 |      |
| Dorfstraße 2 51° 48′ 41″ N, 9° 49′ 23″ O  | Scheune                |                              | 33825065 | BW   |

### Iber

#### Gruppe: Pfarrgehöft Iber
Die Gruppe „Pfarrgehöft Iber“ hat die ID 35502186.

| Lage                                          | Bezeichnung        | Beschreibung | ID       | Bild |
| --------------------------------------------- | ------------------ | --- | -------- | ---- |
| Moringer Straße 7 51° 44′ 28″ N, 9° 52′ 49″ O | Pfarrhaus          | Das Pfarrgehöft befindet sich etwa 150 Meter nördlich der Kirche. Eingeweiht wurde es am 12. Juli 1833. Es ist ein zweigeschossiges Fachwerkhaus mit einem Krüppelwalmdach. | 33825933 |      |
| Moringer Straße 7 51° 44′ 27″ N, 9° 52′ 48″ O | Wirtschaftsgebäude | | 33825960 |      |
| Moringer Straße 7 51° 44′ 27″ N, 9° 52′ 49″ O | Stallscheune       | | 33825984 | BW   |

#### Gruppe: Hofanlage Letznerstraße 6
Die Gruppe „Hofanlage Letznerstraße 6“ hat die ID 33820747.

| Lage                                        | Bezeichnung              | Beschreibung | ID       | Bild |
| ------------------------------------------- | ------------------------ | ------------ | -------- | ---- |
| Letznerstraße 6 51° 44′ 22″ N, 9° 52′ 55″ O | Wohn-/Wirtschaftsgebäude |              | 33825805 |      |
| Letznerstraße 6 51° 44′ 23″ N, 9° 52′ 56″ O | Scheune                  |              | 33825831 |      |
| Letznerstraße 6 51° 44′ 22″ N, 9° 52′ 56″ O | Backhaus                 |              | 33825856 | BW   |

#### Einzelbaudenkmale
| Lage                                            | Bezeichnung    | Beschreibung | ID       | Bild |
| ----------------------------------------------- | -------------- | --- | -------- | ---- |
| Letznerstraße 3 51° 44′ 24″ N, 9° 52′ 54″ O     | Kirche         | Die evangelische Kirche ist ein hell verputzter Bruchstein-Saalbau mit Eckquaderung aus rotem Buntsandstein. Im Osten hat die Kirche ein halb abgewalmtes Satteldach mit breitem oktogonalem Dachreiter mit Laterne. Im Scheitelstein des Westportals steht inschriftlich das Jahr 1717. Erbaut wurde die Kirch vom Mauermeister Joachim Eichmayer aus Einbeck. | 33826007 |      |
| Letznerstraße 3 51° 44′ 24″ N, 9° 52′ 54″ O     | Kriegerdenkmal | Das Kriegerdenkmal erinnert an die Gefallenen des Ersten Weiltkrieges. Eingeweiht wurde das Denkmal am 5. Juni 1921. Auf einem Postament befindet sich eine Stele mit Namen, Todesdatum und Todesort. | 33825907 | BW   |
| Letznerstraße 3 51° 44′ 24″ N, 9° 52′ 53″ O     | Kirchhof       | Der Friedhof wurde 1845 auf ein Gelände an der Straße nach Einbeck verlegt. | 33826007 | BW   |
| Northeimer Straße 4 51° 44′ 26″ N, 9° 52′ 54″ O | Wohnhaus       | | 33825882 | BW   |

### Immensen

#### Einzelbaudenkmale
| Lage                                            | Bezeichnung              | Beschreibung              | ID       | Bild |
| ----------------------------------------------- | ------------------------ | ------------------------- | -------- | ---- |
| Am Holzgrund 2 51° 47′ 3″ N, 9° 53′ 53″ O       | Schule                   |                           | 33826139 |      |
| An der Kötnerei 3 51° 46′ 54″ N, 9° 53′ 46″ O   | Wohn-/Wirtschaftsgebäude |                           | 33826111 | BW   |
| An der Kötnerei 3 51° 46′ 53″ N, 9° 53′ 47″ O   | Wohn-/Wirtschaftsgebäude |                           | 33826084 | BW   |
| Unter den Linden 15 51° 46′ 51″ N, 9° 53′ 52″ O | Wohn-/Wirtschaftsgebäude | Haupthaus einer Hofanlage | 33826057 | BW   |

### Ippensen
Ippensen gehörte bis zum 1. Januar 2013 zur damals selbständigen Gemeinde Kreiensen.
| Lage                                   | Bezeichnung | Beschreibung | ID       | Bild           |
| -------------------------------------- | ----------- | --- | -------- | -------------- |
| 51° 50′ 42″ N, 9° 57′ 0″ O             | Tunnel      | Der Tunnel befindet sich nördlich von Ippensen an den Ausläufern des Knollenberges und hat eine Länge von 205 Meter. Erbaut wurde er von 1862 bis 1864. Franz von Rziha setzte eine neue Tunnelbautechnik ein: Statt eines Holzbausystems wurde ein Lehrgerüst aus Eisenelementen verwendet. | 33694226 |                |
| 51° 50′ 58″ N, 9° 57′ 10″ O            | Hüburg      | Das archäologische Denkmal liegt nördlich von Ippensen. | 34819258 | Weitere Bilder |
| Ippensen 6 51° 50′ 22″ N, 9° 57′ 18″ O | Hofanlage   | | 33540269 | BW             |
| 51° 50′ 32″ N, 9° 58′ 6″ O             | Bogenbrücke | | 33692846 | BW             |

### Kohnsen
Das Dorf liegt etwa 3 Kilometer westlich von Einbeck an der Straße von Einbeck nach Stadtoldendorf. Unmittelbar nordwestlich befindet sich die wüste Burgstelle der Herren von Kohnsen. Das Dorf Kohnsen wird das erste Mal im Jahre 1064 urkundlich erwähnt.
| Lage                                                | Bezeichnung              | Beschreibung | ID       | Bild           |
| --------------------------------------------------- | ------------------------ | --- | -------- | -------------- |
| Vardeilser Landstraße 12 51° 49′ 33″ N, 9° 49′ 8″ O | Pfarrhaus                | |          | BW             |
| Vardeilser Landstraße 14 51° 49′ 31″ N, 9° 49′ 5″ O | Hofanlage                | | 35502251 | BW             |
| Vardeilser Landstraße 25 51° 49′ 31″ N, 9° 49′ 6″ O | Wohn-/Wirtschaftsgebäude | | 33826378 | BW             |
| Im Unterdorf 2 51° 49′ 33″ N, 9° 49′ 7″ O           | Kirche St. Johannis      | Die evangelische Kirche wurde 1682 erbaut. Es ist ein Saalbau aus Bruchsteinmauerwerk. Der Chor und der Turm stammen im Wesentlichen aus dem Mittelalter, der Turmaufbau im neuromanischen Stil wurde nach einem Entwurf von C. W. Hase von 1865 bis 1866 erbaut. Die Glocke ist wahrscheinlich aus dem Jahr 1503. | 35502223 | Weitere Bilder |

### Kreiensen
| Lage                                                   | Bezeichnung                                       | Beschreibung | ID       | Bild           |
| ------------------------------------------------------ | ------------------------------------------------- | --- | -------- | -------------- |
| 51° 51′ 5″ N, 9° 58′ 3″ O                              | Bahnhof                                           | | 33694356 | Weitere Bilder |
| 51° 51′ 9″ N, 9° 57′ 50″ O                             | Güterschuppen                                     | | 33694380 | BW             |
| Karl-Burgsmüller-Straße 28 51° 51′ 37″ N, 9° 57′ 28″ O | Villa Burgsmüller                                 | | 33540186 | BW             |
| Arnsdorfer Straße 7/9 51° 51′ 41″ N, 9° 57′ 11″ O      | Villa                                             | |          | BW             |
| Hainbergstraße 1 51° 51′ 30″ N, 9° 57′ 36″ O           | Verwaltungsgebäude                                | Das Verwaltungsgebäude entstand 1907 im Stil des Jugendstiles. Es ist ein zweigeschossiger Bau aus Ziegel, Werkstein und teilweise verputzt. Prägend ist der Rundturm an der südöstlichen Seite. Der Turm überragt das Gebäude. In den 1960er Jahren erhielt der Turm statt eines Geschosses einen Zinnenkranz. An der nordöstlichen Ecke befindet sich ein runder Eckbau. Zwischen den Eckbauten befinden sich auf dem Dach zusammenhängende Dachgauben. Im ersten Geschoss befindet sich links ein Fachwerkerker, rechts davon drei zusammenhängende Balkons. | 33694495 | Weitere Bilder |
| Wilhelmstraße 21 51° 51′ 22″ N, 9° 57′ 40″ O           | Rathaus                                           | |          |                |
| Wilhelmstraße 18 51° 51′ 22″ N, 9° 57′ 43″ O           | Kapelle                                           | |          | BW             |
| Wilhelmstraße 16 51° 51′ 21″ N, 9° 57′ 46″ O           | Schule                                            | |          | BW             |
| Ringstraße 21 51° 51′ 17″ N, 9° 57′ 39″ O              | Wohnwirtschaftsgebäude                            | |          | BW             |
| Holzmindener Straße 1 51° 51′ 27″ N, 9° 57′ 40″ O      | Wohnwirtschaftsgebäude                            | |          | BW             |
| Bahnhofstraße 5 51° 51′ 16″ N, 9° 57′ 55″ O            | Wohnhaus                                          | | 33694473 | BW             |
| Liethstraße 6 51° 51′ 19″ N, 9° 57′ 55″ O              | Scheune                                           | | 33694648 | BW             |
| Liethstraße 8 51° 51′ 20″ N, 9° 57′ 56″ O              | Doppelwohnhaus                                    | | 33694671 | BW             |
| Kreienser Berg 51° 51′ 27″ N, 9° 58′ 9″ O              | Denkmal für die Gefallenen des Ersten Weltkrieges | | 33694603 | BW             |

### Kuventhal
| Lage                                                  | Bezeichnung                                | Beschreibung | ID       | Bild           |
| ----------------------------------------------------- | ------------------------------------------ | --- | -------- | -------------- |
| Im Lindenthal 3 51° 50′ 39″ N, 9° 50′ 54″ O           | Kapelle                                    | Die heutige Kapelle wurde am 3. November 1861 eingeweiht, nachdem der Vorgängerbau von 1592 baufällig geworden war. Sie ist ein Bau aus Bruchstein mit einer engen Umbauung. Das südliche Gebäude ist erst vor kurzen abgebrochen worden. Die Einrichtung im Inneren ist schlicht gehalten. | 33826900 | Weitere Bilder |
| 51° 50′ 44″ N, 9° 50′ 37″ O                           | Kuventhaler Talbrücke                      | Die doppelstöckige Brücke führt die B 3 über die obere Fahrbahn, die untere Fahrbahn ist für den örtlichen Verkehr gedacht. Die Brücke hatte einen Vorgängerbau von 1827, die Wilhelmsbrücke. Der Name geht auf Wilhelm IV. zurück, der als letzter Regent die Königreiche Großbritannien, Irland und Hannover gemeinsam regierte. Nach dem Zweiten Weltkrieg wurde die neue Brücke geplant und am 15. Juli 1956 eröffnet, die alte Brücke wurde danach abgerissen. Die obere Fahrbahn hat eine Höhe von etwa 28 Meter über der Talsohle und eine Länge von 184 Meter. | 33826872 | Weitere Bilder |
| Bornanger 1 51° 50′ 46″ N, 9° 50′ 38″ O               | Fachwerkscheune                            | | 33826772 | BW             |
| Am Bornanger 7 51° 50′ 46″ N, 9° 50′ 43″ O            | Wohnhaus                                   | | 33826797 | BW             |
| Am Wasser 1 51° 50′ 45″ N, 9° 50′ 41″ O               | Fachwerkscheune                            | | 39872093 | BW             |
| Am Wasser 3 51° 50′ 44″ N, 9° 50′ 46″ O               | Wohnwirtschaftsgebäude                     | | 33826822 | BW             |
| Am Wasser 4 51° 50′ 43″ N, 9° 50′ 49″ O               | Wassermühle                                | | 33826845 |                |
| Im Lindenthal 13 51° 50′ 34″ N, 9° 50′ 55″ O          | Schulhaus                                  | Das ehemalige Schulhaus wurde 1871 erbaut. | 33826926 |                |
| Kuventhaler Ringstraße 3 51° 50′ 40″ N, 9° 50′ 50″ O  | ehemalige Schmiede der ehemaligen Molkerei | |          | BW             |
| Kuventhaler Ringstraße 4 51° 50′ 41″ N, 9° 50′ 47″ O  | Fachwerkscheune                            | |          | BW             |
| Kuventhaler Ringstraße 5 51° 50′ 41″ N, 9° 50′ 53″ O  | Wohnwirtschaftsgebäude                     | |          | BW             |
| Kuventhaler Ringstraße 8 51° 50′ 38″ N, 9° 50′ 47″ O  | Fachwerkscheune                            | |          | BW             |
| Kuventhaler Ringstraße 14 51° 50′ 40″ N, 9° 50′ 56″ O | Baudenkmalgruppe Hofanlage Ringstraße 14   | | 33821863 | BW             |
| Kuventhaler Ringstraße 14 51° 50′ 41″ N, 9° 50′ 55″ O | Wohn-/Wirtschaftsgebäude                   | | 33827088 | BW             |
| Kuventhaler Ringstraße 14 51° 50′ 40″ N, 9° 50′ 55″ O | Fachwerkscheune                            | |          | BW             |
| Kuventhaler Ringstraße 17 51° 50′ 45″ N, 9° 50′ 53″ O | Baudenkmalgruppe Hofanlage Ringstraße 17   | | 33827034 | BW             |
| Kuventhaler Ringstraße 17 51° 50′ 45″ N, 9° 50′ 53″ O | Wohn-/Wirtschaftsgebäude                   | | 33827034 | BW             |
| Kuventhaler Ringstraße 17 51° 50′ 44″ N, 9° 50′ 53″ O | Scheune                                    | | 33827061 | BW             |

### Naensen

#### Gruppe: Vorwerk Weddehagen Domäne Greene
Die Gruppe „Vorwerk Weddehagen Domäne Greene“ hat die ID 33820499.

| Lage                                   | Bezeichnung      | Beschreibung | ID       | Bild |
| -------------------------------------- | ---------------- | ------------ | -------- | ---- |
| Weddehagen 51° 53′ 51″ N, 9° 53′ 29″ O | Wohnhaus         |              | 33827513 | BW   |
| Weddehagen 51° 53′ 53″ N, 9° 53′ 30″ O | Scheune          |              | 33827611 | BW   |
| Weddehagen 51° 53′ 52″ N, 9° 53′ 29″ O | Stallanbau       |              | 33827786 | BW   |
| Weddehagen 51° 53′ 52″ N, 9° 53′ 28″ O | Hühnerhaus       |              | 33827539 | BW   |
| Weddehagen 51° 53′ 52″ N, 9° 53′ 26″ O | Scheune          |              | 33827427 | BW   |
| Weddehagen 51° 53′ 48″ N, 9° 53′ 21″ O | Arbeiterwohnhaus |              | 33827588 | BW   |
| Weddehagen 51° 53′ 50″ N, 9° 53′ 27″ O | Stallscheune     |              | 33827455 | BW   |
| Weddehagen 51° 53′ 51″ N, 9° 53′ 30″ O | Wohnhaus         |              | 33827565 | BW   |
| Weddehagen 51° 53′ 52″ N, 9° 53′ 31″ O | Stall            |              | 33827483 | BW   |

#### Einzelbaudenkmale
| Lage                                                       | Bezeichnung              | Beschreibung                | ID       | Bild |
| ---------------------------------------------------------- | ------------------------ | --------------------------- | -------- | ---- |
| Im Oberdorf 16 51° 52′ 49″ N, 9° 53′ 45″ O                 | Kirche                   | Ev. Luth. St.-Georgs-Kirche | 33827312 |      |
| Im Oberdorf 16 51° 52′ 48″ N, 9° 53′ 45″ O                 | Kirchhof                 | Ev. Luth. St.-Georgs-Kirche | 3827838  | BW   |
| An der Bundesstraße 2A 51° 52′ 47″ N, 9° 52′ 55″ O         | Empfangsgebäude          | Bahnhof Naensen             | 33827370 | BW   |
| An der Bundesstraße 2A 51° 52′ 46″ N, 9° 52′ 56″ O         | Bahnsteigkante           |                             | 33827864 | BW   |
| Im Oberdorf 11 51° 52′ 47″ N, 9° 53′ 43″ O                 | Pfarrhaus                |                             | 33827341 | BW   |
| Schulbrink 1 51° 52′ 44″ N, 9° 53′ 38″ O                   | Schule                   |                             | 33827688 | BW   |
| Schulbrink 5 51° 52′ 45″ N, 9° 53′ 41″ O                   | Wohn-/Wirtschaftsgebäude |                             | 33827639 | BW   |
| Naenser Hohlen Weg 1 51° 52′ 50″ N, 9° 53′ 29″ O           | Wohn-/Wirtschaftsgebäude |                             | 33827287 | BW   |
| Greener Straße 2 51° 52′ 46″ N, 9° 53′ 33″ O               | Wohnhaus                 | Wohnhaus einer Hofanlage    | 33827258 | BW   |
| Greener Straße 2 51° 52′ 47″ N, 9° 53′ 33″ O               | Einfriedung              |                             | 33827998 | BW   |
| Masswelle/Ecke Am Ammerfelde 51° 52′ 49″ N, 9° 53′ 28″ O   | Kriegerdenkmal           |                             | 33827663 | BW   |
| Masswelle/Ecke Am Ammerfelde 51° 52′ 49″ N, 9° 53′ 28″ O   | Grünanlage               |                             | 33827813 | BW   |
| Voßstraße 2 51° 52′ 47″ N, 9° 53′ 31″ O                    | Wohnhaus                 | Wohnhaus einer Hofanlage    | 33827399 | BW   |
| Strecke Kreiensen - Holzminden 51° 52′ 27″ N, 9° 53′ 57″ O | Tunnel                   | Naenser Eisenbahn-Tunnel    | 33827232 | BW   |

### Negenborn
| Lage                                        | Bezeichnung            | Beschreibung | ID       | Bild |
| ------------------------------------------- | ---------------------- | --- | -------- | ---- |
| Kirchbrink 4 51° 49′ 47″ N, 9° 55′ 25″ O    | Kirche St. Laurentius  | Die Kirche ist im Kern aus dem Mittelalter. Das heutige Aussehen hat die Kirche von Umbauten im 19. Jahrhundert. | 33828122 |      |
| Wendebornstraße 51° 49′ 46″ N, 9° 55′ 40″ O | Grabdenkmal            | | 33828264 |      |
| Wendebornstraße 51° 49′ 45″ N, 9° 55′ 40″ O | Grabdenkmal            | | 33828237 |      |
| Kirchbrink 7 51° 49′ 46″ N, 9° 55′ 25″ O    | Wohnhaus               | |          | BW   |
| Quellenstraße 3 51° 49′ 45″ N, 9° 55′ 26″ O | Wohnwirtschaftsgebäude | | 33828151 | BW   |
| Quellenstraße 4 51° 49′ 45″ N, 9° 55′ 27″ O | Wohnwirtschaftsgebäude | | 33828179 | BW   |
| Quellenstraße 8                             | Wohnwirtschaftsgebäude | |          |      |
| Am Schulberg 3 51° 49′ 43″ N, 9° 55′ 23″ O  | Schulhaus              | | 33828291 | BW   |
| 51° 49′ 47″ N, 9° 54′ 13″ O                 | Kaiser-Friedrich-Turm  | Der Turm befindet sich etwa 1,5 Kilometer westlich von Negenborn im Stadtforst von Einbeck. Erbaut wurde der Aussichtsturm ab 1898, die Pläne stammten von Kreisbaudirektor Friede. Eingeweiht wurde der Turm am 18. Oktober 1900. Der Turm wurde zu Ehren von Kaiser Friedrich III. von Preußen erbaut. | 33828366 | BW   |
| Koordinaten fehlen! Hilf mit.               | Wallanlage             | |          |      |
| 51° 50′ 7″ N, 9° 55′ 20″ O                  | Einbecker Landwehr     | | 37892624 | BW   |

### Odagsen
| Lage                                              | Bezeichnung           | Beschreibung                 | ID       | Bild           |
| ------------------------------------------------- | --------------------- | ---------------------------- | -------- | -------------- |
| Odagser Hauptstraße 20 51° 47′ 5″ N, 9° 52′ 16″ O | Kirche St. Pankratius |                              | 33828657 | Weitere Bilder |
| Odagser Hauptstraße 20 51° 47′ 4″ N, 9° 52′ 16″ O | Kirchhügel            |                              | 33828850 | Weitere Bilder |
| 51° 47′ 4″ N, 9° 52′ 16″ O                        | Kriegerdenkmal        |                              | 33828685 | BW             |
| Odagser Hauptstraße 31 51° 47′ 4″ N, 9° 52′ 18″ O | Hofanlage             |                              | 33828712 |                |
| Zum Eichenfeld 1 51° 47′ 3″ N, 9° 52′ 15″ O       | Hofanlage             | der Hof wurde abgerissen     | 33828792 | BW             |
| Zum Eichenfeld 1 51° 47′ 3″ N, 9° 52′ 16″ O       | Scheune               | die Scheune wurde abgerissen | 33828738 | BW             |
| Zum Eichenfeld 2 51° 47′ 2″ N, 9° 52′ 14″ O       | Hofanlage             |                              |          |                |

### Olxheim
Olxheim gehörte bis zum 1. Januar 2013 zur damals selbständigen Gemeinde Kreiensen.

#### Gruppe: Hofanlage Olxheim 12
Die Gruppe „Hofanlage Olxheim 12“ hat die ID 33540228.

| Lage                                   | Bezeichnung              | Beschreibung | ID       | Bild |
| -------------------------------------- | ------------------------ | ------------ | -------- | ---- |
| Olxheim 12 51° 49′ 55″ N, 9° 56′ 56″ O | Wohn-/Wirtschaftsgebäude |              | 33694788 | BW   |
| Olxheim 12 51° 49′ 55″ N, 9° 56′ 56″ O | Scheune                  |              | 33694809 | BW   |
| Olxheim 12 51° 49′ 56″ N, 9° 56′ 57″ O | Scheune                  |              | 33694831 | BW   |

#### Einzelbaudenkmale
| Lage                                   | Bezeichnung | Beschreibung | ID       | Bild |
| -------------------------------------- | ----------- | ------------ | -------- | ---- |
| Olxheim 22 51° 49′ 54″ N, 9° 56′ 50″ O | Kirche      |              | 33694853 | BW   |

### Opperhausen
Opperhausen gehörte bis zum 1. Januar 2013 zur damals selbständigen Gemeinde Kreiensen. Das Dorf liegt südlich von Kreiensen und östlich von Einbeck.
| Lage                                             | Bezeichnung            | Beschreibung | ID       | Bild           |
| ------------------------------------------------ | ---------------------- | --- | -------- | -------------- |
| 51° 49′ 39″ N, 9° 59′ 41″ O                      | Pfarrkirche            | Die evangelische Kirche ist ein Saalbau mit einem massiven Westteil. Zum Ende des 19. Jahrhunderts wurde die Kirche nach Osten erweitert. Der Westturm trägt die Jahreszahlen 1609 und 1639. Im Inneren befindet sich ein Flügelaltar aus der Mitte des 13. Jahrhunderts. In der Mitte ist ein Kruzifix, in den Flügel befinden sich die zwölf Apostel. Der Taufengel ist aus der zweiten Hälfte des 17. Jahrhunderts. | 33695129 | Weitere Bilder |
| Zur Kirche 1                                     | Kötnerhof              | |          |                |
| Bössel 26                                        | Doppelhaus             | |          |                |
| Schulstraße 7                                    | Pfarrhaus              | |          |                |
| Schulhaus 9                                      | Schulhaus              | |          |                |
| Zum Anger 9                                      | Wohnwirtschaftsgebäude | |          |                |
| Ahlshäuser Straße 12 51° 49′ 35″ N, 9° 59′ 45″ O | Wohnhaus               | | 33694874 | BW             |
| Ahlshäuser Straße 18 51° 49′ 33″ N, 9° 59′ 44″ O | Wohnhaus               | | 33694898 | BW             |
| Mitteldorf 8 51° 49′ 35″ N, 9° 59′ 41″ O         | Wohnhaus               | | 33695186 | BW             |
| Koordinaten fehlen! Hilf mit.                    | Gaststätte             | Die Gaststätte befindet sich am ehemaligen Haltepunkt der Kleinbahn Kreiensen-Osterode. |          |                |
| Oyershausen 51° 50′ 4″ N, 10° 0′ 2″ O            | Gut und Vorwerk        | | 33540145 |                |

### Orxhausen
Orxhausen gehörte bis zum 1. Januar 2013 zur damals selbständigen Gemeinde Kreiensen.

#### Einzelbaudenkmale
| Lage                                    | Bezeichnung              | Beschreibung                                                                 | ID       | Bild |
| --------------------------------------- | ------------------------ | ---------------------------------------------------------------------------- | -------- | ---- |
| Orxhausen 32 51° 52′ 5″ N, 9° 58′ 32″ O | Kapelle                  |                                                                              | 33695491 |      |
| Orxhausen 5 51° 52′ 5″ N, 9° 58′ 31″ O  | Wohnhaus                 |                                                                              | 33695421 | BW   |
| Orxhausen 21 51° 52′ 2″ N, 9° 58′ 22″ O | Wohn-/Wirtschaftsgebäude |                                                                              | 33695467 | BW   |
| Orxhausen 15 51° 52′ 8″ N, 9° 58′ 20″ O | Mühlegebäude             |                                                                              | 33695443 | BW   |
| K 645 51° 52′ 7″ N, 9° 58′ 20″ O        | Strassenbrücke           | Straßenbrücke der K 645 über die Gande                                       | 33695397 | BW   |
| 51° 52′ 9″ N, 9° 58′ 5″ O               | Durchlass                | Eisenbahn WL Gande, km 103,6, Gandedurchlass der Bahnlinie Börssum-Kreiensen | 33695375 | BW   |

### Rengershausen

#### Einzelbaudenkmale
| Lage                                            | Bezeichnung            | Beschreibung                 | ID       | Bild |
| ----------------------------------------------- | ---------------------- | ---------------------------- | -------- | ---- |
| Rengerhäuser Straße 51° 51′ 30″ N, 9° 46′ 38″ O | Kriegerdenkmal         | Erster und Zweiter Weltkrieg | 33828934 | BW   |
| Am Pfingstanger 51° 51′ 30″ N, 9° 46′ 39″ O     | Transformatorenstation |                              | 33828983 | BW   |
| Rengerhäuser Straße 51° 51′ 30″ N, 9° 46′ 38″ O | Uhrenturm              |                              | 33828957 |      |

### Rittierode
Rittierode gehörte bis zum 1. Januar 2013 zur damals selbständigen Gemeinde Kreiensen.
| Lage                                      | Bezeichnung     | Beschreibung | ID       | Bild |
| ----------------------------------------- | --------------- | ------------ | -------- | ---- |
| Rittierode 30 51° 48′ 59″ N, 9° 56′ 48″ O | Pfarrkirche     |              | 33695708 |      |
| Rittierode 9 51° 48′ 57″ N, 9° 56′ 47″ O  | Hofanlage       |              | 33540242 | BW   |
| 51° 53′ 1″ N, 9° 56′ 38″ O                | Eisenbahnbrücke |              | 33695646 | BW   |

### Rotenkirchen
| Lage                          | Bezeichnung      | Beschreibung | ID | Bild           |
| ----------------------------- | ---------------- | ------------ | -- | -------------- |
| Koordinaten fehlen! Hilf mit. | Burg Grubenhagen |              |    | Weitere Bilder |
| Koordinaten fehlen! Hilf mit. | Amtshof          |              |    |                |
| Rotdornstraße 12              | Das Gasthaus     |              |    |                |
| Rotdornstraße 14              | Wildmeisterei    |              |    |                |
| Koordinaten fehlen! Hilf mit. | Friedhofskapelle |              |    |                |
| Freddeloher Straße 1          | Schweizerei      |              |    |                |

### Salzderhelden

#### Gruppe: Wohnhäuser Kirchstraße 3, 5, 7
Die Gruppe „Wohnhäuser Kirchstraße 3, 5, 7“ hat die ID 33820862. Die Häuser Kirchstraße 3, 5, 7 gleichen sich und sind zwischen 1833 und 1841 erbaut worden. 'Es drohte immer Hochwasser, deswegen sind die Häuser auf einem Sockel erbaut worden, die Häuser sind deswegen nur zum Teil unterkellert. Auf Grund dieser Sockel sind Außentreppen erforderlich.

| Lage                                      | Bezeichnung | Beschreibung | ID       | Bild |
| ----------------------------------------- | ----------- | ------------ | -------- | ---- |
| Kirchstraße 3 51° 47′ 51″ N, 9° 54′ 43″ O | Wohnhaus    |              | 33831736 |      |
| Kirchstraße 5 51° 47′ 50″ N, 9° 54′ 43″ O | Wohnhaus    |              | 33831767 |      |
| Kirchstraße 7 51° 47′ 50″ N, 9° 54′ 44″ O | Wohnhaus    |              | 33831795 | BW   |

#### Gruppe: Am Brunnengarten Salzderhelden
Die Gruppe „Am Brunnengarten Salzderhelden“ hat die ID 33821910. Die Häuser gehören zum ältesten Baubestand von Salzderhelden.

| Lage                                           | Bezeichnung | Beschreibung | ID       | Bild |
| ---------------------------------------------- | ----------- | ------------ | -------- | ---- |
| Am Brunnengarten 1 51° 47′ 54″ N, 9° 54′ 45″ O | Wohnhaus    |              | 33832612 | BW   |
| Am Brunnengarten 3 51° 47′ 54″ N, 9° 54′ 44″ O | Wohnhaus    |              | 33830856 | BW   |
| Am Brunnengarten 5 51° 47′ 54″ N, 9° 54′ 44″ O | Wohnhaus    |              | 33832587 | BW   |

#### Gruppe: Brückenkopf Alte Markstr./Zollstr.
Die Gruppe „Brückenkopf Alte Markstr./Zollstr.“ hat die ID 33820879.

| Lage                                           | Bezeichnung              | Beschreibung | ID       | Bild |
| ---------------------------------------------- | ------------------------ | ------------ | -------- | ---- |
| Zollstraße 14 51° 47′ 53″ N, 9° 54′ 50″ O      | Wohnhaus                 |              | 33832154 | BW   |
| Zollstraße 14 51° 47′ 54″ N, 9° 54′ 50″ O      | Stallscheune             |              | 33832513 | BW   |
| Zollstraße 5 51° 47′ 53″ N, 9° 54′ 48″ O       | Wohnhaus                 |              | 33832133 | BW   |
| Alte Marktstraße 1 51° 47′ 52″ N, 9° 54′ 48″ O | Wohnhaus                 |              | 33831238 | BW   |
| Alte Marktstraße 2 51° 47′ 52″ N, 9° 54′ 50″ O | Wohnhaus                 |              | 33831263 | BW   |
| Alte Marktstraße 4 51° 47′ 52″ N, 9° 54′ 49″ O | Wohn-/Wirtschaftsgebäude |              | 33831286 |      |
| Alte Marktstraße 6 51° 47′ 52″ N, 9° 54′ 48″ O | Wohn-/Wirtschaftsgebäude |              | 33831316 | BW   |

#### Gruppe: Burg Salzderhelden (Heldenburg)
Die Gruppe „Burg Salzderhelden (Heldenburg)“ hat die ID 33820897.

| Lage                                                | Bezeichnung              | Beschreibung                                     | ID       | Bild           |
| --------------------------------------------------- | ------------------------ | ------------------------------------------------ | -------- | -------------- |
| Einbecker Straße 3 51° 47′ 59″ N, 9° 54′ 37″ O      | Amtshaus                 |                                                  | 33831443 | BW             |
| 51° 47′ 59″ N, 9° 54′ 45″ O                         | Burg                     |                                                  | 33831554 | Weitere Bilder |
| Burgplatz 1 51° 47′ 57″ N, 9° 54′ 44″ O             | Wohnhaus                 | Gasthaus Burgschänke                             | 33831501 |                |
| Einbecker Straße 1a, 1b 51° 47′ 59″ N, 9° 54′ 39″ O | Wohn-/Wirtschaftsgebäude |                                                  | 33831474 | BW             |
| Heldenberger Straße 1 51° 47′ 56″ N, 9° 54′ 45″ O   | Wohnhaus                 |                                                  | 33831606 | BW             |
| Heldenberger Straße 1 51° 47′ 57″ N, 9° 54′ 46″ O   | Nebenwohnhaus            |                                                  | 33833067 | BW             |
| Heldenberger Straße 1a 51° 47′ 57″ N, 9° 54′ 46″ O  | Wohnhaus                 |                                                  | 33831632 | BW             |
| Heldenberger Straße 1b 51° 47′ 58″ N, 9° 54′ 47″ O  | Wohnhaus                 |                                                  | 33831657 | BW             |
| Heldenberger Straße 2 51° 47′ 58″ N, 9° 54′ 47″ O   | Wohnhaus                 |                                                  | 33831682 | BW             |
| 51° 47′ 57″ N, 9° 54′ 41″ O                         | Auffahrt                 |                                                  | 33833017 | BW             |
| Einbecker Straße 1 a -3 51° 47′ 59″ N, 9° 54′ 36″ O | Auffahrten               | Auffahrt zu Amtshaus und Wohn-Wirtschaftsgebäude | 33832989 | BW             |
| Einbecker Straße 3 51° 47′ 58″ N, 9° 54′ 37″ O      | Stützmauer               |                                                  | 33833224 | BW             |
| 51° 47′ 56″ N, 9° 54′ 43″ O                         | Stützmauer               |                                                  | 44312763 | BW             |
| Heldenberger Straße 1 51° 47′ 58″ N, 9° 54′ 43″ O   | Stallscheune             |                                                  | 33833548 | BW             |
| 51° 47′ 58″ N, 9° 54′ 44″ O                         | Freitreppe               |                                                  | 44312634 | BW             |
| 51° 47′ 59″ N, 9° 54′ 43″ O                         | Wall                     |                                                  | 33833334 | BW             |
| 51° 47′ 59″ N, 9° 54′ 43″ O                         | Graben                   |                                                  | 33833469 | BW             |
| 51° 47′ 58″ N, 9° 54′ 45″ O                         | Stützmauern              |                                                  | 33833415 | BW             |

#### Gruppe: Bahnhof Salzderhelden
Die Gruppe „Bahnhof Salzderhelden“ hat die ID 33821796.

| Lage                                             | Bezeichnung          | Beschreibung | ID       | Bild           |
| ------------------------------------------------ | -------------------- | --- | -------- | -------------- |
| Alte Bahnhofstraße 8 51° 47′ 53″ N, 9° 55′ 21″ O | Empfangsgebäude      | Im Jahre 1854 wurde der zweite Abschnitt der Hannöverschen Südbahn von Alfeld nach Göttingen in Betrieb genommen. In diesem Zusammenhang entstand 600 Meter östlich Salzderhelden der Bahnhof. Der Bau wurde im Laufe der Zeit stark verändert. So wurde eine Rampe für die Barrierefreiheit angebracht. | 33831047 | Weitere Bilder |
| Alte Bahnhofstraße 8 51° 47′ 56″ N, 9° 55′ 21″ O | Durchlass            | | 33831366 |                |
| Alte Bahnhofstraße 8 51° 47′ 53″ N, 9° 55′ 23″ O | Bahnsteigüberdachung | | 33831101 |                |
| Alte Bahnhofstraße 8 51° 47′ 51″ N, 9° 55′ 22″ O | Nebengebäude         | | 33831077 |                |
| Alte Bahnhofstraße 8 51° 47′ 49″ N, 9° 55′ 23″ O | Güterschuppen        | | 33831017 |                |

#### Gruppe: Deutscher Soldatenfriedhof 1939–45
Die Gruppe „Deutscher Soldatenfriedhof 1939-45“ hat die ID 33820915.

| Lage                       | Bezeichnung | Beschreibung | ID       | Bild |
| -------------------------- | ----------- | --- | -------- | ---- |
| 51° 48′ 6″ N, 9° 55′ 26″ O | Friedhof    | Die Kriegsgräber- und Gedenkstätte Salzderhelden wurde am 14. Juni 1959 als Friedhof- und Gedenkstätte für deutsche Soldaten errichtet, die in 1945 in der Gegend um Einbeck gefallenen sind oder an der Ostfront vermisst wurden. Vorher stand hier ein Ehrenmal für gefallene Soldaten des Ersten Weltkrieges. Das Gelände ist erhöht und bietet einen Blick auf den Flecken Salzderhelden und die Heldenburg. Der Friedhof besteht aus drei Teilen: dem Kriegsgräberfeld, der Kapelle und der Gedenkstätte für die Gefallenen von Salzderhelden. | 33832197 |      |
| 51° 48′ 7″ N, 9° 55′ 24″ O | Einfriedung | | 33832834 |      |
| 51° 48′ 7″ N, 9° 55′ 25″ O | Toranlage   | | 33833360 |      |
| 51° 48′ 8″ N, 9° 55′ 27″ O | Kapelle     | | 33831131 |      |
| 51° 48′ 8″ N, 9° 55′ 27″ O | Einfriedung | | 33832861 |      |

#### Saline Salzderhelden
Die Gruppe „Saline Salzderhelden“ hat die ID 33820817. Die Saline befindet sich etwa 500 Meter westlich des Orts Salzderhelden. Sie wurde von 1755 bis 1757 neu angelegt. Von einer alten Saline an der Straße „Am Brunnengarten“ ist heute nichts erhalten. Die Förderung der Sole wurde 2003 eingestellt. Von den Anlagen sind ein Großteil der Wohnhäuser, Brunnenhaus, Bohrturm und Salzreservoir erhalten.

| Lage                                      | Bezeichnung        | Beschreibung                       | ID       | Bild |
| ----------------------------------------- | ------------------ | ---------------------------------- | -------- | ---- |
| Saline 1 51° 47′ 54″ N, 9° 54′ 10″ O      | Arbeiterwohnhaus   |                                    | 33832004 |      |
| Saline 1 51° 47′ 55″ N, 9° 54′ 10″ O      | Stallscheune       |                                    | 33832305 | BW   |
| Saline 2 51° 47′ 54″ N, 9° 54′ 10″ O      | Arbeiterwohnhaus   |                                    | 33832331 | BW   |
| Saline 2 51° 47′ 54″ N, 9° 54′ 10″ O      | Stallscheune       |                                    | 33832357 | BW   |
| Saline 3 51° 47′ 54″ N, 9° 54′ 10″ O      | Arbeiterwohnhaus   |                                    | 33832383 | BW   |
| Saline 3 51° 47′ 54″ N, 9° 54′ 11″ O      | Stallscheune       |                                    | 33832409 | BW   |
| Saline 4a 51° 47′ 53″ N, 9° 54′ 10″ O     | Verwalterhaus      | nördliche Doppelhaushälfte         | 33832435 |      |
| 51° 47′ 54″ N, 9° 54′ 11″ O               | Wirtschaftsgebäude |                                    | 33832464 | BW   |
| Saline 4b 51° 47′ 53″ N, 9° 54′ 10″ O     | Verwalterwohnhaus  | südliche Doppelhaushälfte          | 33831976 |      |
| Saline 5 51° 47′ 52″ N, 9° 54′ 10″ O      | Badehaus           | Badehaus I, Solebad Salzderhelden  | 33831949 | BW   |
| Saline 5 51° 47′ 52″ N, 9° 54′ 11″ O      | Badehaus           | Badehaus II, Solebad Salzderhelden | 33832281 | BW   |
| Saline 5 51° 47′ 52″ N, 9° 54′ 12″ O      | Erweiterungsbau    |                                    | 33832778 | BW   |
| Salinenstraße 51° 47′ 51″ N, 9° 54′ 9″ O  | Solereservoir      |                                    | 33832251 |      |
| Salinenstraße 51° 47′ 51″ N, 9° 54′ 11″ O | Brunnenhaus        |                                    | 3832225  | BW   |
| Salinenstraße 51° 47′ 51″ N, 9° 54′ 12″ O | Brunnenhaus        |                                    | 33832030 | BW   |

#### Einzelbaudenkmale
| Lage                                                                          | Bezeichnung              | Beschreibung | ID       | Bild           |
| ----------------------------------------------------------------------------- | ------------------------ | --- | -------- | -------------- |
| Kirchstraße 51° 47′ 49″ N, 9° 54′ 46″ O                                       | Kirche                   | | 33831707 |                |
| Kirchstraße 51° 47′ 49″ N, 9° 54′ 46″ O                                       | Kirchhof                 | | 33832666 | BW             |
| Kirchstraße 9 51° 47′ 49″ N, 9° 54′ 45″ O                                     | Wohn-/Wirtschaftsgebäude | Das Pfarrhaus befindet sich westlich der Kirche. Erbaut wurde die Kirche um das Jahr 1700. Das obere Geschoss ist höher als das untere Geschoss und sollte wohl das Hauptgeschoss sein. Obergeschoss und das Dach kragen um etwa 12 Zentimeter vor. Das traufständige Haus hat ein Satteldach.                                                          | 33831821 |                |
| Am Brunnengarten 7 51° 47′ 54″ N, 9° 54′ 43″ O                                | Scheune                  | Das Gebäude ist ein zweigeschossiger Speicher mit einer Längsdurchfahrt. Über dem Torsturz befindet sich die Inschrift „Johann Wilhelm John Anno MDCCCV“, die auf ein Baujahr 1805 hinweist. Die Länge des Gebäudes beträgt 15 Gebinde. | 33830885 | BW             |
| Alte Leinestraße 2 51° 47′ 51″ N, 9° 54′ 49″ O                                | Wohnhaus                 | | 33831903 | BW             |
| Alte Leinestraße 7 51° 47′ 50″ N, 9° 54′ 48″ O                                | Wohnhaus                 | | 33831925 | BW             |
| Alte Marktstraße 7 51° 47′ 52″ N, 9° 54′ 41″ O                                | Wohnhaus                 | | 33831340 | BW             |
| Knickstraße 20 51° 47′ 47″ N, 9° 54′ 44″ O                                    | Wohn-/Wirtschaftsgebäude | | 33831877 | BW             |
| Einbecker Straße 51° 48′ 7″ N, 9° 54′ 20″ O                                   | Kapelle                  | Friedhof Salzderhelden | 33831392 | BW             |
| Einbecker Straße 51° 48′ 7″ N, 9° 54′ 18″ O                                   | Besserungsstein          | | 33832176 | BW             |
| Bäckerstraße 4 51° 47′ 56″ N, 9° 54′ 38″ O                                    | Wohn-/Wirtschaftsgebäude | | 33830936 | BW             |
| Bäckerstraße 4 51° 47′ 56″ N, 9° 54′ 38″ O                                    | Stallanbau               | | 33833571 | BW             |
| Alter Stadtweg 1 51° 48′ 9″ N, 9° 54′ 18″ O                                   | Schule                   | | 33830831 | BW             |
| Alter Stadtweg 1 51° 48′ 9″ N, 9° 54′ 18″ O                                   | Einfriedung              | | 33832889 | BW             |
| Am Stauwehr 51° 47′ 53″ N, 9° 54′ 54″ O                                       | Feuerwehrhaus            | | 33830989 | BW             |
| Am Stauwehr 1 51° 47′ 52″ N, 9° 54′ 54″ O                                     | Wohnhaus                 | | 33830963 | BW             |
| Bahnstrecke Salzderhelden - Dassel (Leine-Brücke) 51° 48′ 25″ N, 9° 54′ 55″ O | Eisenbahnbrücke          | An der Bahnstrecke zwischen Salzderhelden und Einbeck führen drei Brücken über die Leine, einen Flutgraben der Leine und die Ilme. Im Zuge der Reaktivierung der Strecke für den Personenverkehr wurden die drei Stahlbrücken 2017/2018 durch Neubauten ersetzt. Ursprüngliche Pläne für einen Erhalt der Ilmebrücke konnten nicht verwirklicht werden. | 33831186 | Weitere Bilder |
| DB-Strecke 1824 (Leine-Flutbrücke) 51° 48′ 44″ N, 9° 54′ 17″ O                | Eisenbahnbrücke          | An der Bahnstrecke zwischen Salzderhelden und Einbeck führen drei Brücken über die Leine, einen Flutgraben der Leine und die Ilme. Im Zuge der Reaktivierung der Strecke für den Personenverkehr wurden die drei Stahlbrücken 2017/2018 durch Neubauten ersetzt. Ursprüngliche Pläne für einen Erhalt der Ilmebrücke konnten nicht verwirklicht werden. | 33831212 | BW             |
| Bahnstrecke Salzderhelden-Dassel (Ilmebrücke) 51° 48′ 31″ N, 9° 54′ 47″ O     | Eisenbahnbrücke          | An der Bahnstrecke zwischen Salzderhelden und Einbeck führen drei Brücken über die Leine, einen Flutgraben der Leine und die Ilme. Im Zuge der Reaktivierung der Strecke für den Personenverkehr wurden die drei Stahlbrücken 2017/2018 durch Neubauten ersetzt. Ursprüngliche Pläne für einen Erhalt der Ilmebrücke konnten nicht verwirklicht werden. | 33831160 | BW             |
| 51° 47′ 56″ N, 9° 54′ 44″ O                                                   | Treppenaufgang           | | 44313991 | BW             |
| Einbecker Straße 52 51° 48′ 34″ N, 9° 53′ 35″ O                               | Armenhaus                | Kleines Armenhaus St. Georg | 33831531 | BW             |

### Strodthagen
| Lage                                          | Bezeichnung    | Beschreibung                                                                 | ID       | Bild |
| --------------------------------------------- | -------------- | ---------------------------------------------------------------------------- | -------- | ---- |
| St. Justingasse 1 51° 45′ 49″ N, 9° 53′ 17″ O | Kapelle        |                                                                              | 33833672 |      |
| 51° 45′ 45″ N, 9° 53′ 13″ O                   | Kriegerdenkmal | Das Kriegerdenkmal erinnert an Gefallene des Ersten und Zweiten Weltkrieges. | 33833649 | BW   |

### Stroit
| Lage                                         | Bezeichnung        | Beschreibung | ID       | Bild |
| -------------------------------------------- | ------------------ | --- | -------- | ---- |
| 51° 53′ 22″ N, 9° 51′ 38″ O                  | Kirche             | Die evangelische Kirche wurde, nach einer Bauzeit von 18 Monaten, am 14. September 1890 eingeweiht. Der Vorgängerbau wurde entgegen anderer Planungen abgerissen. Die Kirche ist 30 Meter lang, 12 Meter breit und hat einen 41 Meter hohen Westturm. Erbaut wurde die Kirche steinsichtig aus Weserbuntsandstein, den Trendelburger Schichten. Der Turm ist eingezogen, hat vier Geschosse und trägt ein Zeltdach. Das Zeltdach geht von einer quadratischen Grundfläche zu einer oktogonalen Grundfläche über, am Übergang befinden sich Dachhäuser. | 33833771 |      |
| Kirchenstraße 10 51° 53′ 20″ N, 9° 51′ 36″ O | Schule             | Die Schule befindet sich südwestlich der Kirche. Erbaut wurde die Schule im Jahr 1909. Sie ist ein zweigeschossiger, giebelständiger Bau aus roten Ziegeln. Im zweigeschossigen Teil des Gebäudes befindet sich die Lehrerwohnung, der Klassentrakt ist eingeschossig. Die Schule wurde 1971 geschlossen. | 33833800 |      |
| 51° 53′ 31″ N, 9° 52′ 18″ O                  | Windmühle          | Die Mühle befindet sich etwa 600 Meter östlich von Stroit. Sie steht auf der 240 Meter hohen Anhöhe Roter Berg. Die erste Mühle brannte am 31. Mai 1849 ab, durch eine hohe Versicherungssumme konnte der Bau der Nachfolgemühle kurz nach dem Brand erfolgen. Die Mühle ist ein Galerieholländer aus etwa 30.000 Ziegelsteinen. Die Windfahne trägt das Jahr 1850. | 33833745 |      |
| L 590/Bahndamm 51° 53′ 12″ N, 9° 51′ 28″ O   | Tunnelunterführung | Der Bahndamm hat hier eine Höhe bis zu 25 Metern. Die Strecke der Braunschweigischen Staatsbahn führt von Kreiensen nach Holzminden. Unter dem Bahndamm und der Straße befindet sich der Stroiter Bach. Dieser zweigeschossige Durchlass wird auch Brücktor genannt. Erbaut wurde das Brücktor von 1865 bis 1866. | 33833852 |      |

### Sülbeck

#### Gruppe:Saline Sülbeck
Die Gruppe „Saline Sülbeck“ hat die ID 33820783.

| Lage                                       | Bezeichnung   | Beschreibung                        | ID       | Bild |
| ------------------------------------------ | ------------- | ----------------------------------- | -------- | ---- |
| Salinenplatz 2 51° 46′ 17″ N, 9° 55′ 5″ O  | Wohnhaus      | Direktoren-Wohnhaus, erbaut 1892    | 33834124 | BW   |
| Salinenplatz 51° 46′ 18″ N, 9° 55′ 8″ O    | Solereservoir | Solereservoir, erbaut 1883          | 33834308 |      |
| Salinenplatz 51° 46′ 18″ N, 9° 55′ 7″ O    | Bohrturm      | Unterer Bohrturm, erbaut 1883       | 33834447 |      |
| Salinenplatz 6 51° 46′ 17″ N, 9° 55′ 7″ O  | Wohnhaus      | Salzschreiber-Wohnhaus, erbaut 1730 | 33834152 | BW   |
| Severshuser Weg 51° 46′ 16″ N, 9° 55′ 4″ O | Brunnenhaus   | Oberer Bohrturm, erbaut 1865        | 33834020 |      |

#### Gruppe: Hofanlage Bergfeld 2
Die Gruppe „Hofanlage Bergfeld 2“ hat die ID 35502122.

| Lage       | Bezeichnung  | Beschreibung | ID       | Bild |
| ---------- | ------------ | ------------ | -------- | ---- |
| Bergfeld 2 | Wohnhaus     |              | 33834182 |      |
| Bergfeld 2 | Stallscheune |              | 33834232 |      |
| Bergfeld 2 | Scheune      |              | 33834209 |      |

#### Einzelbaudenkmale
| Lage                                       | Bezeichnung              | Beschreibung                                                  | ID       | Bild |
| ------------------------------------------ | ------------------------ | ------------------------------------------------------------- | -------- | ---- |
| Billingstätter Straße 5                    | Wohn-/Wirtschaftsgebäude |                                                               | 33834255 |      |
| Billingstätter Straße 10                   | Schule                   |                                                               | 33834281 |      |
| Billingstätter Straße 10                   | Nebengebäude             |                                                               | 33834476 |      |
| Deichstraße 6 51° 46′ 24″ N, 9° 55′ 7″ O   | Wohn-/Verwaltungsgebäude | ehemalige Faktorei der Saline mit Salinenkapelle, erbaut 1694 | 33834366 |      |
| Deichstraße 6                              | Erweiterungsbau          |                                                               | 33834583 |      |
| Deichstraße 11 51° 46′ 19″ N, 9° 55′ 11″ O | Gasthaus                 |                                                               | 3834073  | BW   |
| Solstraße 8                                | Wohn-/Wirtschaftsgebäude |                                                               | 33834049 |      |
| Solstraße 9                                | Wohn-/Wirtschaftsgebäude |                                                               | 3834073  |      |

### Vardeilsen
| Lage                                             | Bezeichnung            | Beschreibung | ID | Bild |
| ------------------------------------------------ | ---------------------- | ------------ | -- | ---- |
| Avendshäuser Straße 4 51° 50′ 2″ N, 9° 47′ 51″ O | Kirche St. Georg       |              |    |      |
| Avendshäuser Straße 5 51° 50′ 1″ N, 9° 47′ 52″ O | Schulhaus              |              |    | BW   |
| Pappelfeldstraße 8 51° 49′ 55″ N, 9° 47′ 49″ O   | Wohnwirtschaftsgebäude |              |    | BW   |
| Pappelfeldstraße 9 51° 49′ 56″ N, 9° 47′ 44″ O   | Scheune                |              |    | BW   |
| Pferdestraße 1 51° 49′ 59″ N, 9° 47′ 54″ O       | Wohnwirtschaftsgebäude |              |    | BW   |
| Pferdestraße 3 51° 49′ 59″ N, 9° 47′ 52″ O       | Wohnwirtschaftsgebäude |              |    | BW   |
| Pferdestraße 4 51° 49′ 58″ N, 9° 47′ 58″ O       | Wohnwirtschaftsgebäude |              |    | BW   |

### Vogelbeck
| Lage                                                  | Bezeichnung                                                                                  | Beschreibung                                         | ID       | Bild           |
| ----------------------------------------------------- | -------------------------------------------------------------------------------------------- | ---------------------------------------------------- | -------- | -------------- |
| Koordinaten fehlen! Hilf mit.                         | Wüstung Jeinsen                                                                              |                                                      |          |                |
| Angerstraße 21 51° 46′ 48″ N, 9° 56′ 58″ O            | Wohnhaus                                                                                     |                                                      | 33834951 |                |
| Angerstraße 23 51° 46′ 49″ N, 9° 56′ 59″ O            | Wohnhaus                                                                                     |                                                      | 33834976 |                |
| Angerstraße 23 51° 46′ 49″ N, 9° 56′ 59″ O            | Scheune                                                                                      |                                                      | 33835544 |                |
| Hagebuttenweg 4 51° 46′ 55″ N, 9° 56′ 48″ O           | Wohnwirtschaftsgebäude                                                                       |                                                      | 33835003 |                |
| Hagebuttenweg 4 51° 46′ 56″ N, 9° 56′ 48″ O           | Wohnwirtschaftsgebäude                                                                       |                                                      |          |                |
| Hagebuttenweg 12 51° 46′ 51″ N, 9° 56′ 56″ O          | Gasthaus                                                                                     |                                                      |          |                |
| Hagebuttenweg 12 51° 46′ 51″ N, 9° 56′ 57″ O          |                                                                                              |                                                      |          |                |
| Hagebuttenweg 12 51° 46′ 51″ N, 9° 56′ 56″ O          |                                                                                              |                                                      |          |                |
| Hagebuttenweg 12 51° 46′ 51″ N, 9° 56′ 56″ O          |                                                                                              |                                                      |          |                |
| Hagebuttenweg 12 51° 46′ 52″ N, 9° 56′ 56″ O          | Stall                                                                                        |                                                      |          |                |
| Mittelstraße, Teichstraße 51° 46′ 50″ N, 9° 56′ 44″ O | Baudenkmalgruppe Ortsmitte Vogelbeck bestehend aus Mittelstraße 12 bis 16 und Teichstraße 23 |                                                      |          |                |
| Mittelstraße 12 51° 46′ 49″ N, 9° 56′ 43″ O           | Schulhaus                                                                                    | (Teil der Baudenkmalgruppe Ortsmitte Vogelbeck)      |          |                |
| Mittelstraße 14 51° 46′ 49″ N, 9° 56′ 44″ O           | Kapelle St. Georg                                                                            | (Teil der Baudenkmalgruppe Ortsmitte Vogelbeck)      |          | Weitere Bilder |
| Mittelstraße 16 51° 46′ 51″ N, 9° 56′ 45″ O           | Wohnwirtschaftsgebäude des Meierhofs                                                         | (Teil der Baudenkmalgruppe Ortsmitte Vogelbeck)      |          |                |
| Mittelstraße 16 51° 46′ 50″ N, 9° 56′ 46″ O           | Scheune des Meierhofs                                                                        | (Teil der Baudenkmalgruppe Ortsmitte Vogelbeck)      |          |                |
| Mittelstraße 16 51° 46′ 50″ N, 9° 56′ 45″ O           | Stall des Meierhofs                                                                          | (Teil der Baudenkmalgruppe Ortsmitte Vogelbeck)      |          |                |
| Teichstraße 23 51° 46′ 51″ N, 9° 56′ 43″ O            |                                                                                              | (Teil der Baudenkmalgruppe Ortsmitte Vogelbeck)      |          | BW             |
| Mittelstraße 18 51° 46′ 53″ N, 9° 56′ 46″ O           | Hofanlage                                                                                    |                                                      |          |                |
| Mittelstraße 18 51° 46′ 53″ N, 9° 56′ 46″ O           | Wohnwirtschaftsgebäude                                                                       |                                                      |          |                |
| Mittelstraße 18 51° 46′ 53″ N, 9° 56′ 47″ O           | Anbau                                                                                        |                                                      |          | BW             |
| Mittelstraße 18 51° 46′ 53″ N, 9° 56′ 46″ O           | Scheune                                                                                      |                                                      |          |                |
| Teichstraße 8 51° 46′ 50″ N, 9° 56′ 32″ O             | Wohnwirtschaftsgebäude                                                                       |                                                      |          |                |
| Teichstraße 10 51° 46′ 50″ N, 9° 56′ 34″ O            | Scheune                                                                                      |                                                      |          |                |
| Teichstraße 19 51° 46′ 51″ N, 9° 56′ 39″ O            | Hofanlage                                                                                    |                                                      |          |                |
| Teichstraße 21 51° 46′ 52″ N, 9° 56′ 40″ O            | Baudenkmalgruppe Hofanlage Teichstraße 21                                                    |                                                      |          |                |
| Teichstraße 21 51° 46′ 51″ N, 9° 56′ 41″ O            | Wohnwirtschaftsgebäude                                                                       | (Teil der Baudenkmalgruppe Hofanlage Teichstraße 21) |          | BW             |
| Teichstraße 21 51° 46′ 51″ N, 9° 56′ 40″ O            | linker Seitenflügel                                                                          | (Teil der Baudenkmalgruppe Hofanlage Teichstraße 21) |          |                |
| Teichstraße 21 51° 46′ 51″ N, 9° 56′ 41″ O            | rechter Seitenflügel                                                                         | (Teil der Baudenkmalgruppe Hofanlage Teichstraße 21) |          | BW             |
| Teichstraße 21 51° 46′ 52″ N, 9° 56′ 41″ O            | Scheune                                                                                      | (Teil der Baudenkmalgruppe Hofanlage Teichstraße 21) |          |                |
| Teichstraße 21 51° 46′ 52″ N, 9° 56′ 41″ O            | Wohnhaus                                                                                     | (Teil der Baudenkmalgruppe Hofanlage Teichstraße 21) |          |                |

### Voldagsen
| Lage                                                   | Bezeichnung      | Beschreibung | ID       | Bild           |
| ------------------------------------------------------ | ---------------- | --- | -------- | -------------- |
| K 659 über WL Krummes Wasse 51° 51′ 5″ N, 9° 50′ 16″ O | Brücke           | Die Brücke wurde in der Mitte des 19. Jahrhunderts erbaut. | 33835757 | BW             |
| Am Oberg 1 51° 51′ 35″ N, 9° 50′ 30″ O                 | Obermühle        | | 33835811 | BW             |
| Am Wehr 1 51° 51′ 23″ N, 9° 50′ 20″ O                  | Mittelmühle      | | 33820517 | BW             |
| Domäne 1 51° 51′ 30″ N, 9° 50′ 22″ O                   | Pächterwohnhaus  | | 33835959 |                |
| Domäne 2 51° 51′ 30″ N, 9° 50′ 27″ O                   | Gutshof          | | 33820534 |                |
| Am Hoppenberg 5 51° 51′ 40″ N, 9° 50′ 28″ O            | Arbeiterwohnhaus | | 33835782 | BW             |
| B 3, km 43,638 51° 51′ 6″ N, 9° 50′ 24″ O              | Besserungsstein  | Der Stein befindet sich von Norden kommend direkt hinter der Kurve und einem Parkplatz etwa 500 Meter vor der Kuventhalter Brücke. Der Stein markiert die ehemalige Landesgrenze und somit die Zuständigkeit für die Erhaltung der Straße. Die Seitenlänge beträgt etwa 40 Zentimeter, er ragt etwa 90 Zentimeter aus der Erde. Auf zwei Seiten befinden sich Inschriften: „Unterhaltungsgrenze Provinz Hannover km 43,638“ und „Unterhaltungsgrenze Freistaat Braunschweig“. Gesetzt wurde der Stein wahrscheinlich in den 1920er Jahren. | 33835934 | Weitere Bilder |

### Volksen
Volksen befindet sich etwa 4,5 Kilometer östlich von Einbeck und nördlich des Zuflusses der Ilme in die Leine.

#### Gruppe: Dorfkern Volksen
Die Gruppe „Dorfkern Volksen“ hat die ID 35502142.

| Lage                                               | Bezeichnung              | Beschreibung | ID       | Bild |
| -------------------------------------------------- | ------------------------ | --- | -------- | ---- |
| Braunschweiger Straße 2 51° 48′ 59″ N, 9° 56′ 3″ O | Wohn-/Wirtschaftsgebäude | Standort von Zirkus Charles Knie | 33836760 | BW   |
| Braunschweiger Straße 5 51° 49′ 0″ N, 9° 56′ 3″ O  | Wohn-/Wirtschaftsgebäude | | 33836862 | BW   |
| Braunschweiger Straße 5 51° 49′ 0″ N, 9° 56′ 2″ O  | Scheune                  | | 33836617 | BW   |
| Braunschweiger Straße 6 51° 48′ 59″ N, 9° 56′ 6″ O | Wohn-/Wirtschaftsgebäude | | 33836645 | BW   |
| Braunschweiger Straße 6 51° 49′ 0″ N, 9° 56′ 6″ O  | Stallscheune             | | 33836674 | BW   |
| Braunschweiger Straße 6 51° 48′ 59″ N, 9° 56′ 6″ O | Hofpflasterung           | | 33836967 | BW   |
| Braunschweiger Straße 10 51° 49′ 0″ N, 9° 56′ 5″ O | Kapelle                  | Die ev.-luth. Marienkapelle geht auf das 15. Jahrhundert zurück. Zu der Kapelle gehört ein Westturm mit drei Geschossen. Erbaut wurde der Turm und die Kapelle aus großformatigen Sandsteinen in einem wilden Verband. | 33836702 |      |

#### Gruppe: Braunschweiger Str. 13
Die Gruppe „Braunschweiger Str. 13“ hat die ID 333821373.

| Lage                                               | Bezeichnung              | Beschreibung | ID       | Bild |
| -------------------------------------------------- | ------------------------ | ------------ | -------- | ---- |
| Braunschweiger Straße 13 51° 49′ 4″ N, 9° 56′ 8″ O | Wohn-/Wirtschaftsgebäude |              | 33836731 | BW   |
| Braunschweiger Straße 13 51° 49′ 4″ N, 9° 56′ 8″ O | Schmiede                 |              | 33836837 | BW   |
| Braunschweiger Straße 13 51° 49′ 3″ N, 9° 56′ 7″ O | Stallscheune             |              | 33836813 | BW   |
| Braunschweiger Straße 13 51° 49′ 3″ N, 9° 56′ 7″ O | Scheune                  |              | 33836783 | BW   |

### Wenzen

#### Gruppe: Kirchhof Wenzen
Die Gruppe „Kirchhof Wenzen“ hat die ID 33820586.

| Lage                                        | Bezeichnung       | Beschreibung | ID       | Bild |
| ------------------------------------------- | ----------------- | ------------ | -------- | ---- |
| An der Kirche 7 51° 52′ 13″ N, 9° 48′ 49″ O | Kirche St. Jacobi |              | 33837096 |      |
| An der Kirche 7 51° 52′ 14″ N, 9° 48′ 49″ O | Kirchhof          |              | 33837412 | BW   |
| An der Kirche 7 51° 52′ 13″ N, 9° 48′ 49″ O | Kriegerdenkmal    |              | 33837126 |      |
| Tannenstraße 1 51° 52′ 13″ N, 9° 48′ 51″ O  | Schule            |              | 33837262 |      |
| Jacobiplatz 1 51° 52′ 14″ N, 9° 48′ 51″ O   | Pfarrhaus         |              | 33837203 |      |
| Jacobiplatz 1 51° 52′ 13″ N, 9° 48′ 51″ O   | Scheune           |              | 33837233 |      |

#### Gruppe: Gasthaus mit Saalbau
Die Gruppe „Gasthaus mit Saalbau“ hat die ID 38824657.

| Lage                                          | Bezeichnung | Beschreibung | ID       | Bild |
| --------------------------------------------- | ----------- | ------------ | -------- | ---- |
| Hinterem Wasser 2 51° 52′ 13″ N, 9° 48′ 44″ O | Gasthaus    |              | 33837152 |      |
| Hinterem Wasser 2 51° 52′ 13″ N, 9° 48′ 44″ O | Saalbau     |              | 33837361 | BW   |

#### Einzelbaudenkmale
| Lage                                                          | Bezeichnung              | Beschreibung | ID       | Bild |
| ------------------------------------------------------------- | ------------------------ | --- | -------- | ---- |
| An der Kirche 12 51° 52′ 12″ N, 9° 48′ 50″ O                  | Wohnhaus                 | | 33837337 |      |
| Hierbrink 4 51° 52′ 15″ N, 9° 48′ 44″ O                       | Wohnhaus                 | | 33837313 |      |
| Hierbrink 4 51° 52′ 15″ N, 9° 48′ 45″ O                       | Scheune                  | | 33837337 | BW   |
| Hierbrink 7 51° 52′ 17″ N, 9° 48′ 47″ O                       | Wohn-/Wirtschaftsgebäude | | 33837289 |      |
| Hinterem Wasser 12 51° 52′ 15″ N, 9° 48′ 38″ O                | Wohn-/Wirtschaftsgebäude | | 33837180 |      |
| Über dem Dorfe zwischen 38 und 40 51° 52′ 24″ N, 9° 48′ 43″ O | Friedhof                 | Der Jüdische Friedhof befindet sich im Norden des Dorfes, er lag bis ins 20. Jahrhundert außerhalb des Ortes. Er liegt an einem Hang und ist 459 Quadratmeter groß. Noch sechs Grabsteine sind, wenn auch teilweise beschädigt, vorhanden. Belegt wurde der Friedhof von 1877 bis 1907. | 33837049 | BW   |
| Über dem Dorfe zwischen 38 und 40 51° 52′ 24″ N, 9° 48′ 43″ O | Einfriedung              | Jüdischer Friedhof | 33837440 | BW   |

## Ehemalige Baudenkmale
| Lage                                                             | Bezeichnung            | Beschreibung | ID | Bild |
| ---------------------------------------------------------------- | ---------------------- | --- | -- | --- |
| Andershausen, An der Kapelle 3 51° 50′ 45″ N, 9° 51′ 34″ O       | Remise                 | An den Uhr- und Glocktum angeschlossenes Gebäude für Leichenwagen und Feuerspritze Geschützt nach § 3(2) NDSchG |    | BW |
| Andershausen, Dr.-Heinrichs-Straße 5 51° 50′ 48″ N, 9° 51′ 34″ O | Hofanlage              | Haupthaus, ehemaliges Wohnwirtschaftsgebäude, zweigeschossiges Fachwerkhaus, vermutlich kurz nach dem Siebenjährigen Krieg (1756–1763) errichtet; große Scheune mit Längsdurchfahrt, Fachwerkbau aus 13 Gebinden, um 1875 Geschützt nach § 3(2) NDSchG |    | BW |
| Beulshausen, Beulshausen 11 51° 52′ 28″ N, 9° 56′ 42″ O          | Wohnwirtschaftsgebäude | |    | BW |
| Dörrigsen, Mittlere Dorfstraße 11 51° 45′ 12″ N, 9° 51′ 38″ O    | Wohnwirtschaftsgebäude | |    | BW |
| Garlebsen Garlebsen 2                                            | Wohnhaus               | |    | |
| Garlebsen Garlebsen 7                                            | Scheune                | |    | |
| Garlebsen Garlebsen 12                                           | Scheune                | |    | |
| Garlebsen Garlebsen 13                                           | Scheune                | |    | |
| Greene Steinweg 36 51° 51′ 26″ N, 9° 56′ 2″ O                    | Luhmühle               | |    | [[Vorlage:Bilderwunsch/code!/C:51.857293,9.933932!/D:Greene Steinweg 36, Luhmühle!/\|BW]]                 |
| Iber Letznerstraße 1 51° 44′ 24″ N, 9° 52′ 52″ O                 | Wohnwirtschaftsgebäude | ehemaliges Baudenkmal |    | [[Vorlage:Bilderwunsch/code!/C:51.739905,9.881157!/D:Iber Letznerstraße 1, Wohnwirtschaftsgebäude!/\|BW]] |
| Iber Letznerstraße 5A                                            | Wohnhaus               | |    | |
| 51° 49′ 13″ N, 9° 48′ 56″ O                                      | Kohnsen Klapperturm    | An der Landesstraße 580, etwa 750 Meter südlich Kohnsen befindet sich der Wohnplatz Klapperturm. Der Turm war Teil der Einbecker Landwehr. Heute ist der Turm in die umstehenden Gebäude eingebaut.                                                    |    | |
| Stroit Alte Hagenstraße 7                                        | Wohnhaus               | Das Haus existiert nicht mehr. |    | |
| Stroit Greener Tor 10                                            | Wohnhaus               | Das Haus ist nicht mehr als Baudenkmal eingetragen. |    | |
| Sülbeck Deichstraße 8 51° 46′ 22″ N, 9° 55′ 8″ O                 | Wohnhaus               | ehemaliges Wohnhaus des Steuerbeamten |    | [[Vorlage:Bilderwunsch/code!/C:51.772911,9.918784!/D:Sülbeck Deichstraße 8, Wohnhaus!/\|BW]]              |
| Volksen                                                          | Steinbruch Roter Stein | |    | |
| Volksen Am Roten Stein 3 51° 48′ 57″ N, 9° 55′ 14″ O             | Wohnplatz              | |    | [[Vorlage:Bilderwunsch/code!/C:51.815886,9.920631!/D:Volksen Am Roten Stein 3, Wohnplatz!/\|BW]]          |
| Volksen 51° 49′ 40″ N, 9° 56′ 29″ O                              | Leineturm              | Das erste Mal erwähnt wird der Turm im Jahr 1434, dieses Jahr stand auch auf einem Stein im Einbecker Museum. Im Jahre 1875 wurde der Turm abgerissen. 1990 hat es Grabungen am Fundament gegeben.                                                     |    | BW |